# Jüdische Gemeinde Oberwesel

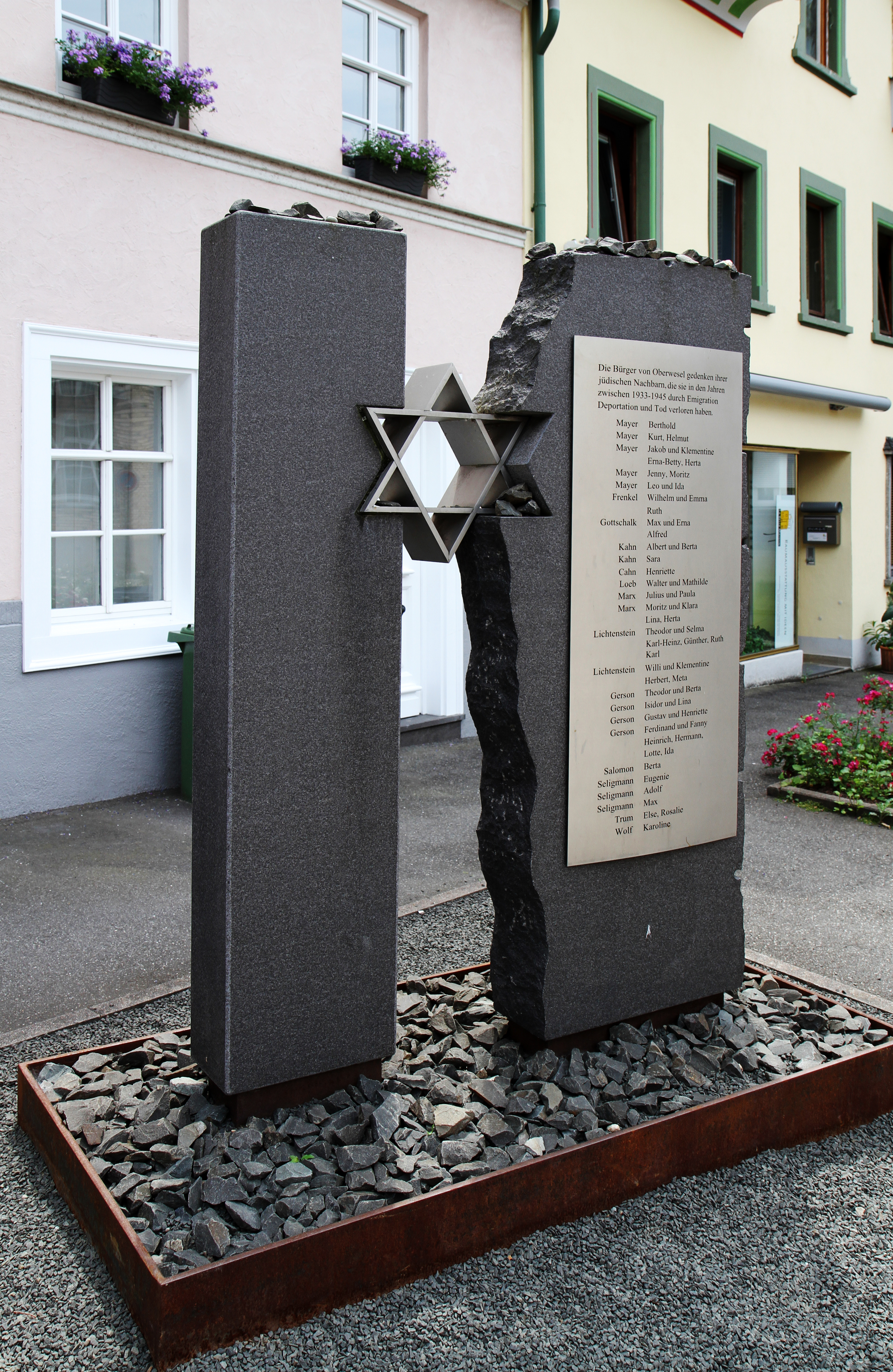
Mahn- und Denkmal mit den Namen der letzten jüdischen Gemeindemitglieder der Stadt

Die Jüdische Gemeinde Oberwesel, der ehemaligen Reichsstadt Wesel (1237 bis 1309), wurde erstmals in dem Reichssteuerverzeichnis von 1241 erwähnt. Wie in den meisten Regionen des Reichs erlebten in den dann folgenden Jahrhunderten auch die Oberweseler Juden eine ständige Abfolge von Duldung und Vertreibung. Letzteres ging zumeist einher mit dem Verlust ihrer Habe, oft sogar mit dem ihres Lebens. Selbst eine im 19. Jahrhundert einsetzende Periode des friedlichen Miteinanders endete bald nach dem Ersten Weltkrieg, denn der auch in Oberwesel noch immer latent vorhandene Antisemitismus gewann erneut die Oberhand und gipfelte in der Zeit der Nationalsozialisten in der völligen Vernichtung jüdischen Lebens der Stadt.

## Geschichte

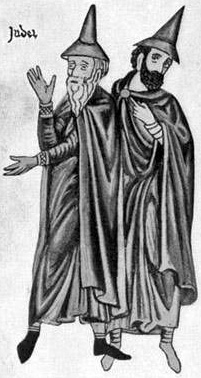
Juden im 13. Jahrhundert

### Juden am Rhein
Die einschlägige Forschung nimmt an, dass bereits im Gefolge der römischen Eroberung Niedergermaniens aschkenasische Juden entlang des Rheins Handel trieben und sich an diesem von Heerstraßen gesäumten Wasserweg niederließen. Jedoch erst für die Zeit der Salier bis hin zu den ersten Kreuzzügen ist eine feste Ansässigkeit von Juden für die größeren Städte am Rhein nachgewiesen. In welcher wirtschaftlich-sozialen Situation diese Bevölkerungsgruppe damals lebte, verdeutlicht eine etwa in der Mitte des 12. Jahrhunderts verfasste Schrift des Herimanus quodam Judaeus. Den Schilderungen dieser Schrift ist zu entnehmen, dass die Juden zu dieser Zeit noch keiner willkürlichen Gesetzgebung unterstanden, wie sie dann in den kommenden Jahrhunderten in diversen Judenordnungen erlassen und auch praktiziert wurde. Vorerst hatten sie freien Spielraum für ihre geschäftlichen Aktivitäten, konnten inner- und außerhalb der Städte Grundbesitz erwerben, den sie sogar durch christliche Tagelöhner bewirtschaften lassen durften.

### Freie Reichsstadt und der Schutz der Herrscher
In einem Erlass Kaiser Heinrichs hieß es noch im Jahr 1090: niemand soll von ihnen (den Juden) Zoll oder eine öffentliche oder private Abgabe erheben, jedoch erlebten die Juden, dass die Wirklichkeit bald anders aussah. So sollte ein zum Schutz der Juden gegebenes kaiserliches Privileg die Juden unter die besondere Obhut des Herrschers stellen und regelte ihre Rechte im Umgang mit den Christen. Doch schon mit den gegen die Mainzer Judenschaft ausbrechenden Pogromen war der Schutz ausgeblieben und mit dem Tod Heinrichs im Jahr 1106 wurden die Lebensumstände der Juden am Rhein fast unaufhörlich schlechter.
In den Anfängen des Zweiten Kreuzzuges (1147/49) nutzte ein Radulf (auch Rudolf, Roudolphe) genannter, fanatisierter Mönch der Zisterzienser (der Orden hatte später auch in Oberwesel eine Niederlassung), indem er die auch die Region Oberwesel durchziehenden Kreuzzügler dazu aufrief, die Ungläubigen (eine gern benutzte Metapher für Andersgläubige) zu erschlagen. Noch 1236, im letzten Jahr seiner Regentschaft hatte Kaiser Friedrich II. per Dekret ein sogenanntes Judenregal erlassen – eine als Schutzgeld bezeichnete Steuer – aber dennoch erhielten die Juden in einem schon bald eintretenden Ernstfall keinen Schutz. So bei den Pogromen im zweiten Viertel des 13. Jahrhunderts, als erneut aufkommende brutale Übergriffen gegen die jüdische Bevölkerung aufkamen. Als oberster Schutzherr verteidigt Friedrich die Juden gegen sogenannte Blutlügen, doch waren es nur Worte der Kritik, Maßnahmen blieben aus. Auch auf einem Hoftag wandte er sich gegen weitere derartige Anklagen gegen die Juden und untersagte sie. Von angedrohten Sanktionen bei Verstößen wurden auf dem Hoftag in der Pfalz zu Hagenau nicht berichtet.

### Regalien – Steuern
Mit dem neuen Status der Stadt, der Erhebung zur freien Reichsstadt, unterstand (Ober)Wesel nur dem Nachfolger Friedrichs König Konrad IV. als oberster Instanz. Ansonsten war die Stadt fast in allen Bereichen autark. So blieb beispielsweise die Judensteuer vorerst dem Reich vorbehalten. Bei dieser wurde es für die Obrigkeit bald zur Regel, diese von Juden zu entrichtenden Kopfsteuer nicht im Einzelfall, sondern als Pauschale von dem Vorsteher (zumeist der Gemeinderabbiner) der jeweiligen jüdischen Gemeinde eintreiben zu lassen. Die Urkunde einer erhaltenen Steuerliste enthält die erfassten Daten der Region. Danach waren die Steuersätze der innerhalb einer christlichen Kommune entstandenen Judengemeinden gestaffelt. Beispielsweise erhob der Fiskus während der Regierungszeit Kaiser Friedrichs II. für die jüdische Gemeinde Oberwesel 1241 eine Abgabe von jährlich 20 Mark Silber. Eine vergleichende Untersuchung der festgesetzten Steuerbeträge verschiedener Judengemeinden des Reichs ergab einerseits, dass das Gros dieser Gemeinden am Mittelrhein lag, zum anderen zeigten die Daten der steuerlichen Bemessungshöhe die Größenordnung der entstandenen Gemeinden. Nach der Recherche Schillings hatten die Wormser Juden 130, die in Speyer 80 Mark, die Oppenheimer Juden 15 und die von Sinzig und Boppard hatten je 25 Mark zu zahlen.

### Pogrom von 1287
1287/88 entwickelte sich aus den Geschehnissen eines angeblich in Oberwesel verübten Ritualmordes eine zwei Jahre andauernde überregionale Gewaltwelle gegen Juden.

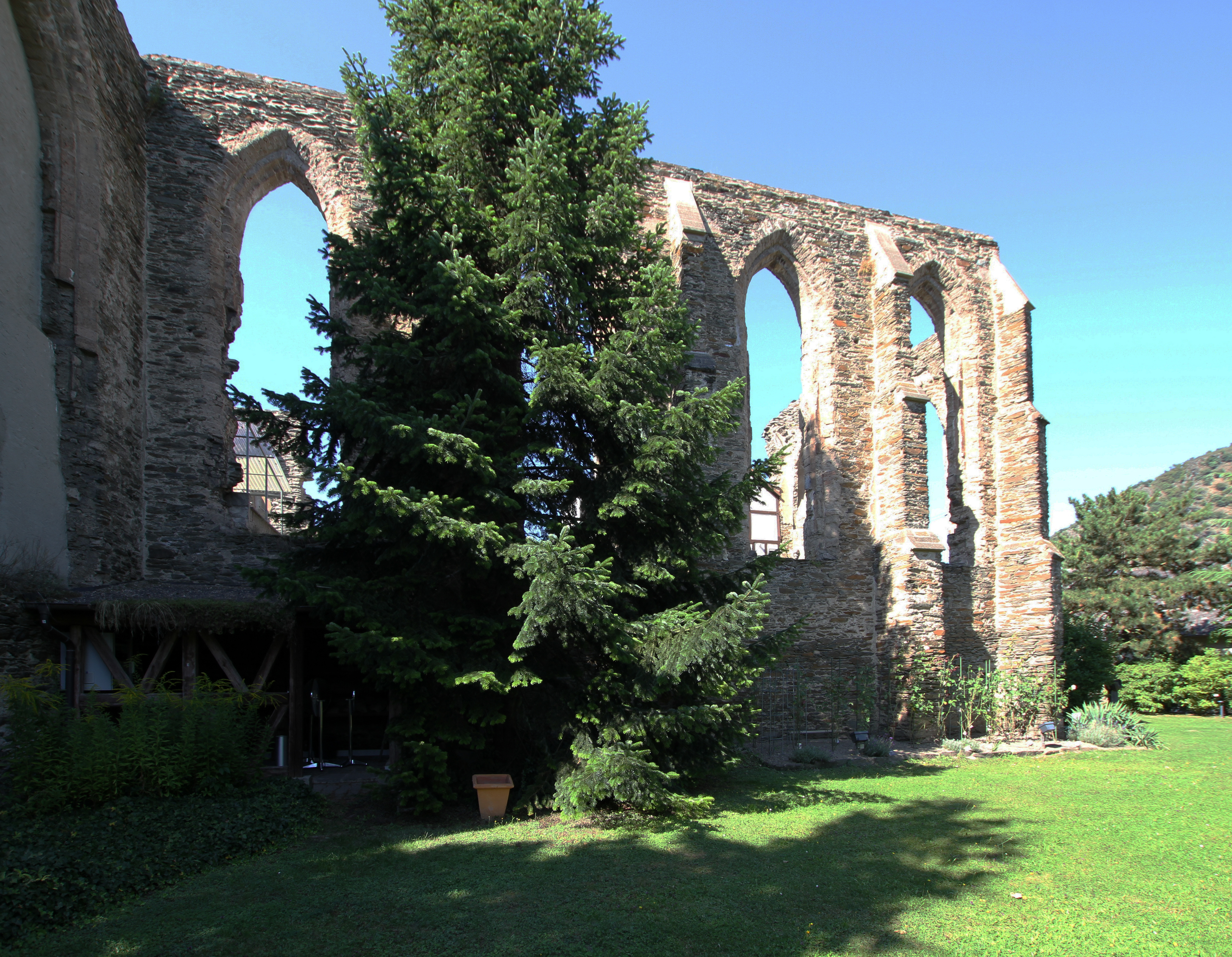
Ruine der ehemaligen Klosterkirche

Auslöser dieser eskalierenden Gewalt sollen Angehörige des Franziskanischen Ordens gewesen sein, die bereits 1242 in Oberwesel (Wesel) eine Niederlassung gegründet hatten. Die Franziskaner predigten bis zur Fertigstellung ihrer eigenen Klosterkirche am nordwestlichen Martinsberg, in den beiden Pfarrkirchen Liebfrauen und St. Martin des Ortes. Die in diesen Kirchen volksnah in einfachsten Worten gehaltenen Predigten waren sehr beliebt und fanden immer größeren Zulauf. Da die Inhalte dieser Predigten jedoch sehr aggressiv gegen die Juden gerichtet waren, schürten sie den Judenhass der Gläubigen und ermunterten zur Gewalt.
Der nicht aufgeklärte Tod des 16-jährigen Tagelöhners Werner von Oberwesel aus Womrath, der bei einer jüdischen Familie in Oberwesel beschäftigt war, führte zu einer langanhaltenden Pogromwelle.
Nach einem Bericht aus der lateinischen Übersetzung der Colmarer Handschrift hatten sich die Juden hilfesuchend an den Herrscher gewandt. Danach sah sich 1288 Rudolf von Habsburg gezwungen zu reagieren und belegte die Bürger der Reichsstädte Boppard und Oberwesel mit einer Geldstrafe. Zudem gab er den verjagten Juden ihr Eigentum zurück.

### Unter den Judenordnungen in fürstbischöflichen Zeiten
Als 1308 die Wahl eines neuen Königs anstand, soll Balduin, Kurfürst und Erzbischof von Trier, mit allen Mitteln (diplomatisch und finanziell) seinem Bruder Heinrich erfolgreich zur Macht verholfen haben. Für die erforderlichen enormen Geldmittel zur Krönung und späteren Salbung in Rom, hatte sich nun Heinrich VII. bei seinem Bruder mit 394 Mark (Kölnisch) verschulden müssen, dem er zur Absicherung die Judensteuer der Städte Boppard und Oberwesel übereignete. Zudem verlieh Heinrich seinem Bruder Balduin in dem Vertrag vom September 1309 die Rechte eines Gubernators (Vogt) über beide Städte. Da die Verpfändung nie ausgelöst wurde (Heinrich starb auf dem Rückweg von Rom), verloren die beiden Städte ihre Reichsunmittelbarkeit. Nach diesem Statusverlust entfiel das schützende System des Kammerschutzes auch für Oberwesels Juden. Die Novellierung und Nutznießung des Judenregals lag in der Folge fest in den Händen des Trierer Landesfürsten und blieb eine geschätzte Einnahmequelle der herrschenden Obrigkeit.
Während der Zeit der marodierenden Armlederpogrome 1336/37 kommt es zu neuen Ausschreitungen und Plünderungen gegen Oberweseler Juden, worauf 1338 Erzbischof Balduin die Stadt zwang, das den Juden geraubte Eigentum gegen eine hohe Entschädigung abzugelten und legte Bedingungen fest, wie die Juden künftig in Oberwesel leben sollten. In den Jahren der sich von Genua aus verbreitenden, europaweit grassierenden Pest (1347 bis 1351), beschuldigte man auch die Oberweseler Juden, die Seuche u. a. durch Brunnenvergiftung ausgelöst zu haben. Die wirklichen Gründe für Plünderungen und Mord waren jedoch fehlende religiöse Toleranz sowie häufige Überschuldung der christlichen Bevölkerung bei ihren jüdischen Gläubigern. Zu dieser Zeit sollen 217 Oberweseler Bürger christlichen Glaubens bei 29 Juden ihrer Stadt verschuldet gewesen sein. Bei rund einem Drittel dieser Gläubiger soll es sich um Frauen gehandelt haben, die als Geldverleiher auftraten.
Fast in allen Regionen des Reiches wurden die Juden von ausbrechenden Pogromen heimgesucht. Am Mittelrhein traf es 1349 besonders hart die Gemeinden der Orte Andernach, Bacharach, Boppard, Braubach, Kaub, Koblenz, Lahnstein, Mayen, Oberwesel, Remagen und Sinzig. All diesen schlechten Zeiten zum Trotz betrachteten vertriebene oder überlebende Juden ihre jeweilige Stadt am Rhein als ihre Heimat, die sie in der Regel nicht aufgaben, auch wenn einige erst nach Jahren den Mut hatten, zurückzukehren.
Addiert man einige Daten und Fakten, beispielsweise die Steuerliste von 1241 mit der Ersterwähnung der Oberweseler Judengemeinde, die Kostenerstattungen an Erzbischof Balduin durch die Verpfändung der Jahressteuer im Jahr 1309, die für das Jahr 1338 nachgewiesenen 49 jüdischen Familien des Ortes sowie die in einer Pergamenturkunde des Jahres 1379 angeführte Eintragung: „Joseph, Sohn des Jakob von Montabaur ("Montabur"), Jude zu Oberwesel ("Wesel"), stellt dem Junker Eberhard von Isenburg einen Revers über eine Vereinbarung aus, die noch schuldigen 400 Goldgulden aus dem Zoll zu Kaub zu erhalten“, so dokumentieren diese Fakten das Bestehen einer etablierten jüdischen Gemeinde mittlerer Größe in Oberwesel, wie sie am Mittelrhein scheinbar typisch anzutreffen waren.

### Spätmittelalter und Neuzeit

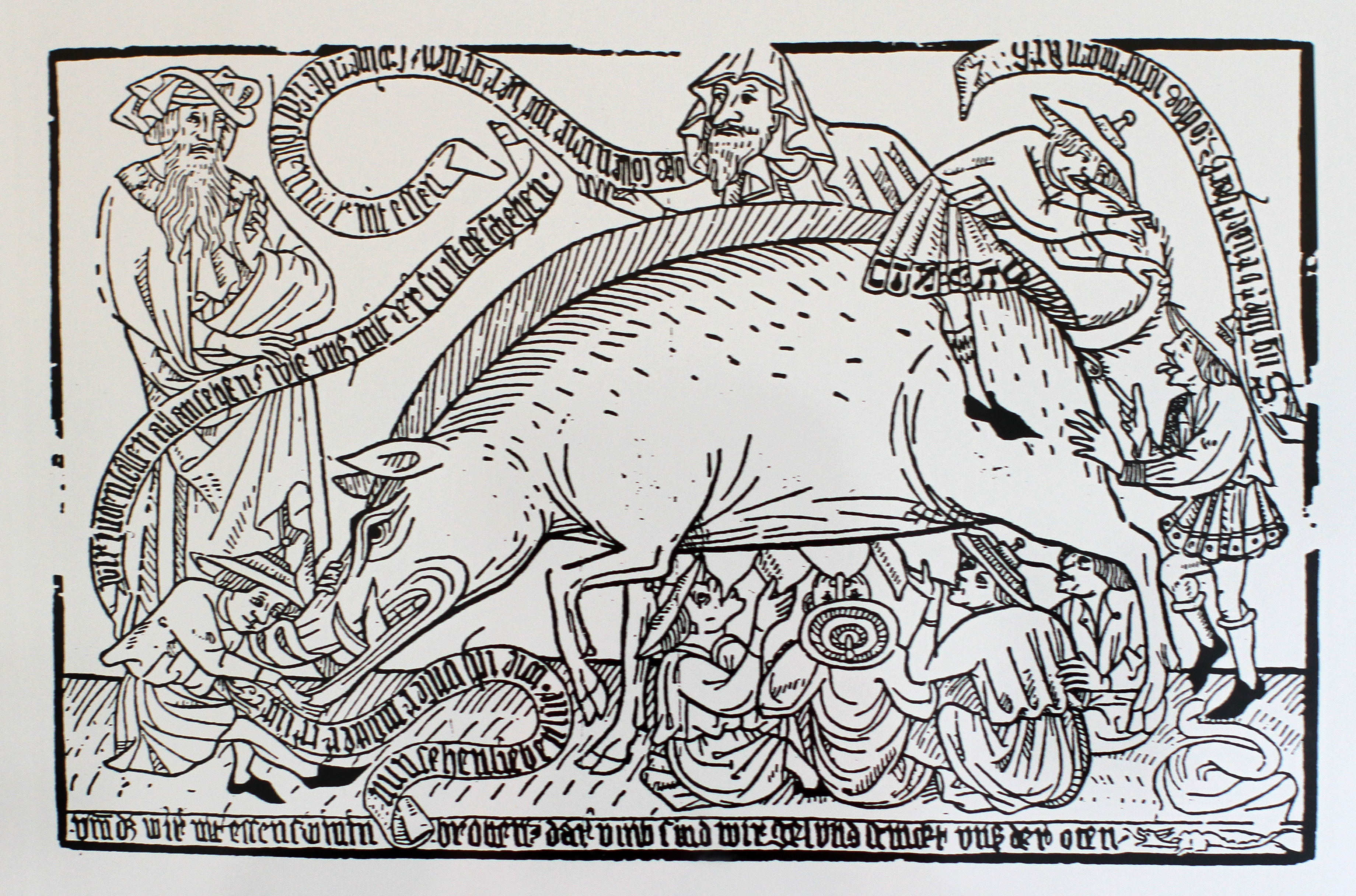
Eine im 15. Jahrhundert aufkommende, die Juden verhöhnende Abbildung.

Die entstehenden besseren Wirtschaftsbedingungen im Reich mehrten auch den Wohlstand rheinischer Städte. Handel und Gewerbe blühten auf und füllten bürgerliche und kommunale Schatullen sowie landesherrliche Kassen, so dass jüdische Kredite mehr und mehr entbehrlich geworden waren. So wurden denn auch in verschiedenen Städten des Rheinlandes am Beginn des 15. Jahrhunderts Juden ausgewiesen, ein Vorgehen der Obrigkeit, wie es auch der Trierer Erzbischof Otto von Ziegenhain 1418/19 für alle Juden seines Erzstiftes anordnete.
Diese vorübergehende Entbehrlichkeit jüdischer Steuergelder hatte sich in einer seit geraumer Zeit einsetzenden Ausweisungswelle der Juden durch die Landesherren gezeigt. So kam es in der Stadt Straßburg schon 1387 zu deren Vertreibung, Kurpfalz dagegen ordnete vorerst nur einzelne Ausweisungen an. 1418 befahl von Ziegenhain die Ausweisungen im Erzstift Trier. Aus der Stadt Köln vertrieb man 1426 die Juden bis zur Franzosenzeit und 1435 im Bistum Speyer dem Mainz 1438 ebenfalls mit Ausweisungen folgte. Vereinzelt duldete man wohl in kleineren Gemeinden auch weiterhin jüdische Familien, da beispielsweise für das Jahr 1452 eine jüdische Schule in Oberwesel belegt ist.
Zum Anfang des 16. Jahrhunderts wurde den Juden nach Erlass des Trierer Erzbischofs Richard von Greiffenklau zu Vollrads gestattet, wieder im Erzstift ansässig zu werden. Dies geschah zunächst in Lützel und dann in der Koblenzer Altstadt. 1547 gestattete der Kurfürst Johann 34 Familien, in Boppard und weiteren Orten des Erzstiftes ansässig zu werden und im Jahr 1555 erlaubte man den angewachsenen Gemeinden sogar einen Rabbiner zu wählen. Der verheerende, viele der Häuser vernichtende, „unversehentliche“ Stadtbrand von 1570 in Oberwesel reihte sich in eine Kette von Unheil ein, das man in der Regel den Juden anlastete. Nur wenig später fand eine erneute Kehrtwendung in der Judenpolitik des Erzstiftes statt, indem man die Ansammlung von Einschränkungen in den Judenordnungen noch drastischer gestaltete. Unter Erzbischof Jakob wurde 1579 erneut die Ausweisung aller im Erzstift wohnenden Juden verfügt. In der neuen Landesordnung des Rheingaus stand:

„das hinfüro kein Judt in unserem Land, dem Rheingau, zu Wohnung oder Aufenthalt zugelassen werde.“

Das ehemals kaiserliche Judenregal war zum Übergang in das 17. Jahrhundert fast völlig in landesherrlichen Händen. Hinsichtlich einer befristeten Niederlassung oder des Geleits für einen oder mehrere Juden, hatten in den Territorien des Reichs die jeweiligen Landesherren ihre eigenen Judenordnungen erlassen. Diese verschärften Vorschriften galten im Bistum Straßburg 1575, 1584 in Worms, 1599 im Erzstift Köln, 1613 in Frankfurt am Main und fanden sich ebenfalls in der ersten kurfürstlich-trierischen Judenordnung von 1618 für das Erzstift Trier. Die darin enthaltenen Vorschriften forderten beispielsweise:
die Juden sollen: keinen Wucher treiben; keine heimlichen oder öffentlichen Synagogen haben; in ihrem Gesetze keinen Christen unterrichten; kein Amt oder Handwerk bekleiden; an ihren Kleidern unverborgen sonderliche Zeichen anbringen.

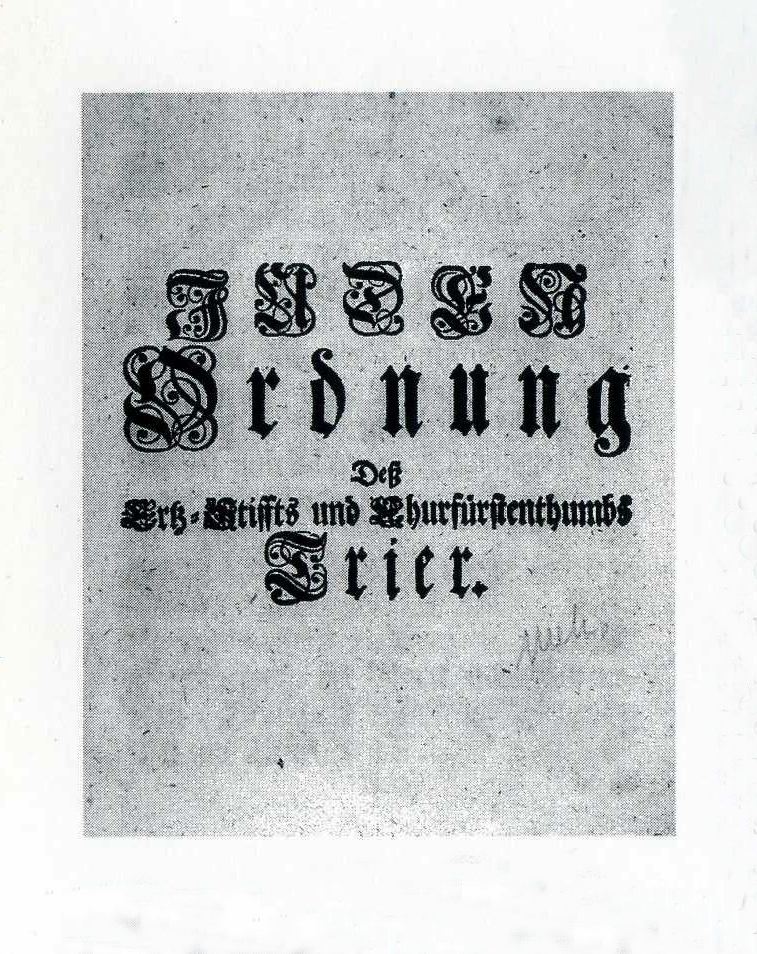
Deckblatt eines Exemplares der Judenordnung in Kurtrier

Die auch für Oberwesel relevante Judenordnung wurde 1624 erneut bestätigt, und nach 1635 aufkommenden Unruhen wurden die bisher schon strengen Erlasse durch Erzbischof Karl Kaspar weiter verschärft.

### Abwanderung der Juden
Wie schon zur Zeit der Kreuzzüge reduzierte man stetig die Rechte der Juden und die Gräuel des Krieges (von 1618 bis 1648) bewirkten ein Übriges, sodass auch viele Juden der rheinischen Städte resignierten und Deutschland verließen. Sie wandten sich zumeist östlichen Ländern zu, wobei sie bevorzugt in Polen ein neues Leben begannen. In deutschen Landen wechselten sie in solche Gebiete des Rheinlandes, in denen vereinzelt Orte oder neuentstandene Städte bereit waren, einige der Ausgewiesenen aufzunehmen.
Den gegen hohe Geleitzahlungen im Erzstift Trier verbliebenen Juden drohten nach den Kriegsjahren neue Einschränkungen. Wegen anhaltender Beschwerden der Landstände verschärfte im Juni 1654 Erzbischof Karl Kaspar von der Leyen die Judengesetze, indem er u. a. die Zinssätze zu deren Nachteil veränderte. Der den Juden für Kreditgeschäfte zugestandene Zinsfuß wurde 1681 durch Erzbischof Johann Hugo von Orsbeck weiter herabgesetzt und durch Kurfürst Franz Ludwig auf die in Reichssatzungen erlaubten 5 % Jahreszins abgesenkt. 1722 erlaubte er als Landesherr 160 jüdischen Familien, weiterhin im Erzstift zu wohnen und erteilt dazu ein neues auf zwölf Jahre befristetes Geleitpatent. Nicht inbegriffen waren die in Kameralorten wohnhaften jüdischen Familien. Auch Franz Ludwigs 1723 erlassene, für alle Haupt- und Nebenstädte des Erzstiftes gültige Judenordnung, barg Neues. Im Paragraphen 3 war angeführt, dass die Juden nicht mehr unter Christen wohnen sollten, vielmehr solle jede Stadt eine »absonderliche« Straße anweisen und einzäunen, in denen sich dann die Juden eine Wohnstatt zu erbauen hätten. Diese Ghettoisierung in Form einer Judengasse findet sich in Oberwesels Nachbarorten Boppard und Bacharach, die Juden in Oberwesel lebten jedoch verstreut unter der christlichen Bevölkerung. Neu war aber auch der Passus im Paragraphen 7, in dem es beispielsweise hieß: „… wie die Juden Recht suchen und empfangen können“.
Im Zusammenhang mit dem Paragraphen 3 ist eine Urkunde des Koblenzer Landeshauptarchives zu sehen. Sie entstammt dem Jahr 1725 und ist eine von Kurfürsten Franz Ludwig gebilligte Reinschrift eines Protokolls der Hofkammer (protocollum regiminis electoralis una cum apostillis eminentissimi), die die Versicherung des Amtes Boppard enthält, nach der „keine Christen im Amt in Lohn und Brot bei Juden ständen, lediglich in Oberwesel Juden bei der Witwe des Wilhelm Schütz beständig wohnen“. Eine weitere Protokollabschrift vom 10. Oktober 1726 zeigt auf, dass sich die Zeiten auch bei einem Rechtsstreit mit einem Juden gewandelt hatten. Die Kontrahenten wurden nicht gewalttätig, sondern befassten das Schöffengericht Oberwesel mit der Sache. So erhoben verschiedene Untertanen aus Langscheid und Dellhofen (beide heutige Vororte Oberwesels) Klage gegen den Juden Meyer Moses zu Oberwesel vor dem Schöffengericht Oberwesel und bezichtigten ihn unberechtigter Geldberechnungen.
Der Wechsel zur Herrschaft König Friedrichs löste die kurfürstlichen Dekrete ab, jedoch gab es für die Judenschaft vorerst wenige Verbesserungen. Das 1750 erlassene und nur wenig geänderte General-Privileg, knüpfte fast nahtlos an zuvor gültige Judenordnungen an.

### Bestattungswesen

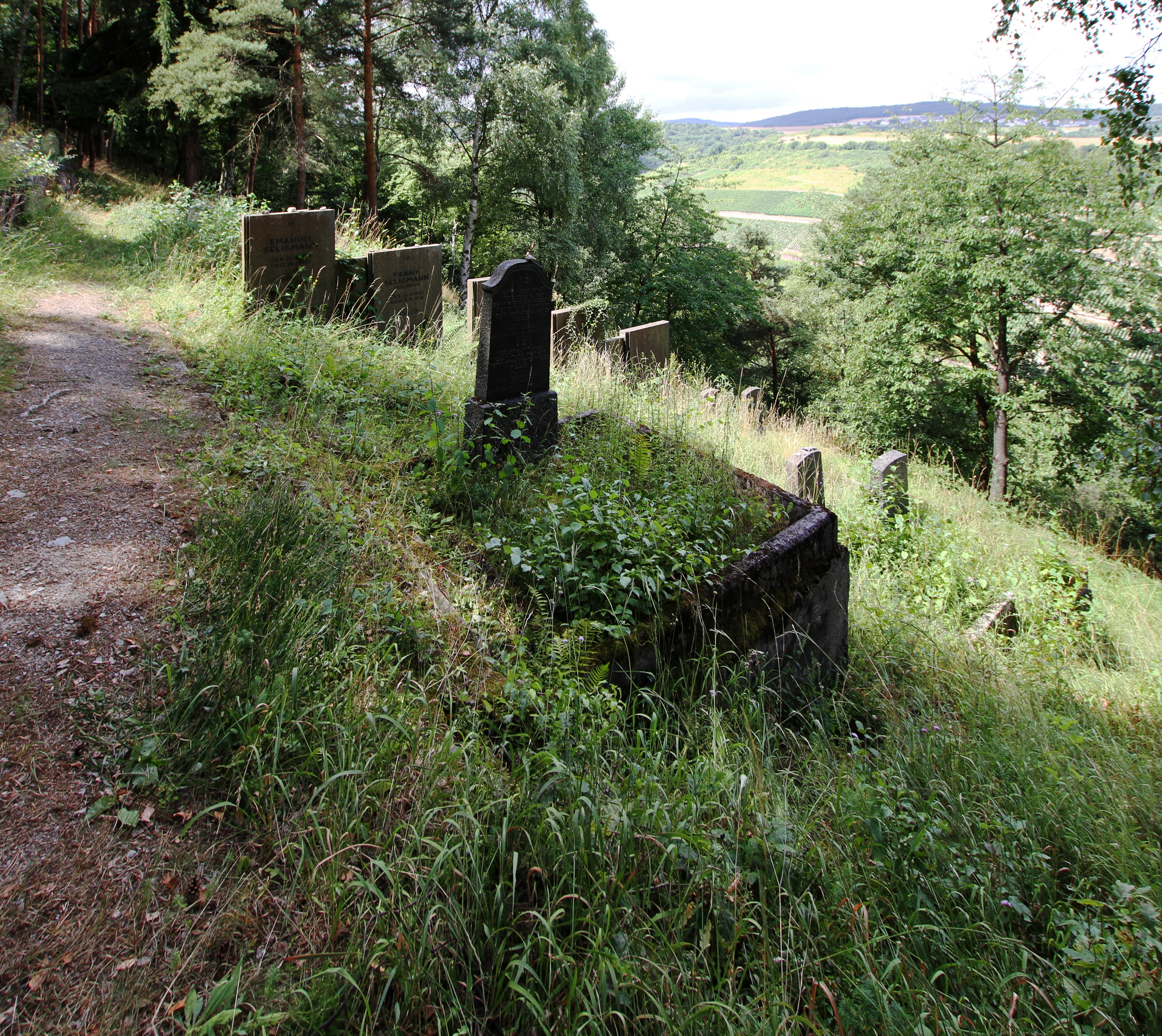
Detailansicht des Friedhofgeländes

Den Juden wurde für ihre Bestattungen – wie sich in zahlreichen Beispielen zeigt – meist landwirtschaftlich nicht nutzbares Land überlassen. Zur Anlage des Friedhofs erhielten sie ein in Oberwesels Gemarkung Graue Lay gelegenes, damals unbewaldetes Flurstück am Südhang des Niederbachtales. Dies geschah ausweislich der ältesten lesbaren Grabsteine, spätestens in der ersten Hälfte des 18. Jahrhunderts. Genutzt wurde die Anlage von der jüdischen Bevölkerung Oberwesels und den Juden aus Perscheid.
Diese zeitliche Einordnung bestätigt auch der älteste noch vorhandene und lesbare Grabstein von 1718 oder 1738. Insgesamt (bis zur letzten Bestattung eines Gemeindemitgliedes 1942) zeigen die dortigen Grabmale mit ihren Inschriften auf, dass weitverzweigte Familienbande bestanden. Die Inschriften führen Berufsstände der Verstorbenen an, die etwa Lehrer, Ärzte, Rabbiner und Kaufleute etc. nennen, aus denen ihre Zugehörigkeit zu einer gebildeten Mittelschicht hervorgeht.
Ob bereits in den Jahrhunderten zuvor Juden in Oberwesel ihre verstorbenen Angehörigen vor Ort bestatten konnten, ist nicht bekannt. Denkbar sind Bestattungen auf dem zum Ende des 17. Jahrhunderts (um 1681) angelegten jüdischen Friedhof Bornich im Bornicher Forst, der auch von den Judengemeinden Sankt Goar und Werlau genutzt wurde. Alternativ konnte eine beschwerliche und teure Bestattung in Koblenz erfolgen. Dort gab es einen jüdischen Verbandsfriedhof, dem zeitweise verstorbene Juden auch des Umlandes zugeführt werden konnten. Allerdings waren, um die auf dem Land- oder Wasserweg von entfernten Orten herbeigeschafften Leichen zu bestatten, hohe Gebühren zu entrichten, wobei für Erwachsene ein Goldgulden erhoben und für die Bestattung einer Kinderleiche die Hälfte des Betrages verlangt wurde. Erst im 18. Jahrhundert wagte die Judenschaft gegen die Erhebung dieser „Leichensteuer“ vorzugehen, indem sie beim Hofgericht klagten, aber erst nach nahezu 40 Jahren Prozessdauer (1742–1784) mit der Klage Erfolg hatten.

### Französische Herrschaft

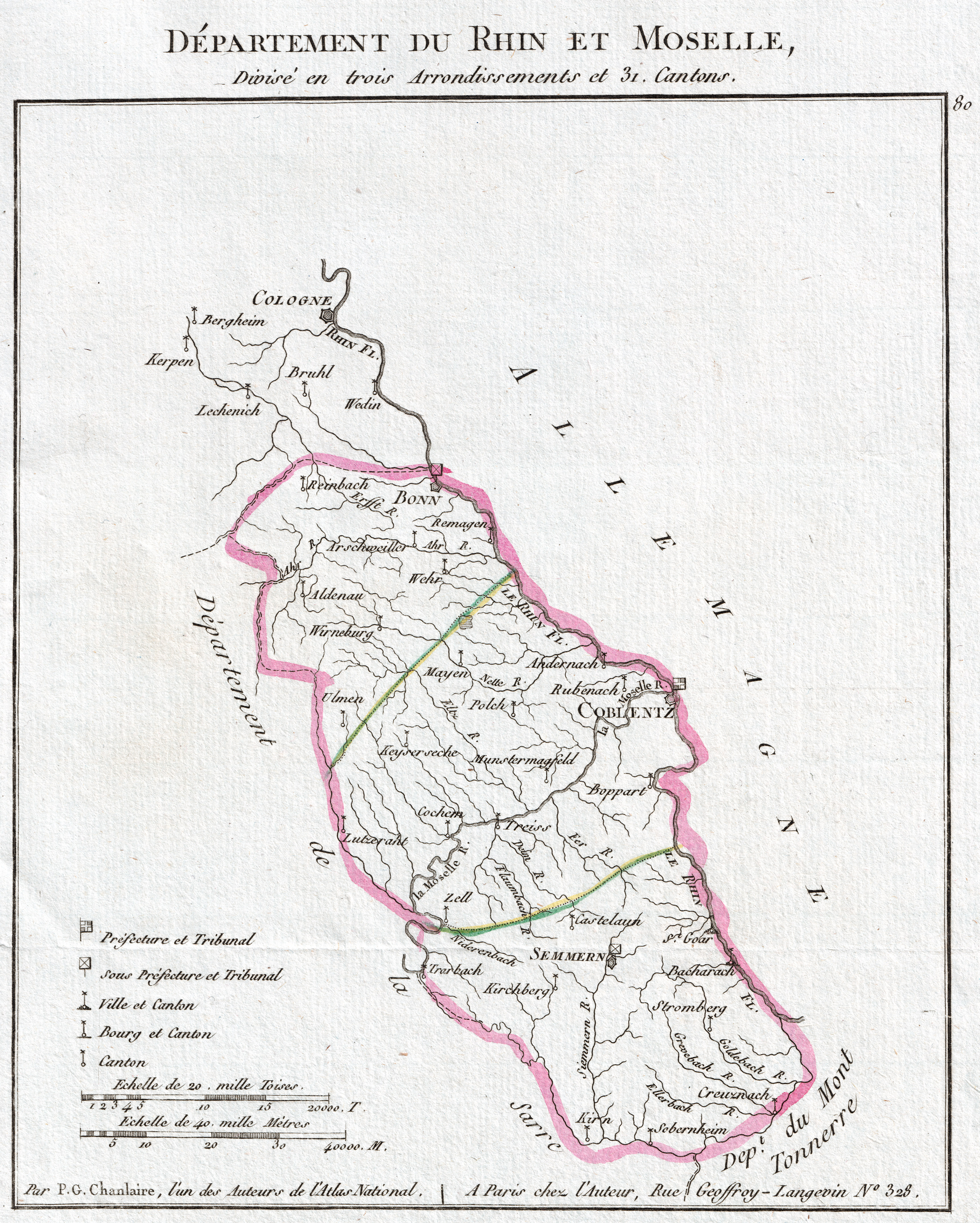
Karte des Departments Rhin-et-Moselle

1794 endete mit der Okkupation des Landes durch die Franzosen die feudale Gesetzgebung auch für die Oberweseler Judenschaft. Die französischen Revolutionäre eroberten das linksrheinische Gebiet, das ihnen 1801 im Frieden von Campo Formio als eigenes Staatsgebiet zugesprochen wurde. Oberwesels Juden, nach einer Volkszählung vom 6. Mai 1808 nur noch 33 Seelen, waren nun wie ihre Nachbarn französische Staatsbürger des Arrondissement de Simmern im Département Rhin-et-Moselle geworden und unterstanden wie diese der gleichen Gesetzgebung. Nun besserte sich ihre Lage in einigen Dingen unmittelbar. So musste zwar in Oberwesel kein Ghetto mit Toren einer Judengassen aufgelöst werden, eine andere Stadt konnte nun aber ohne Formalitäten aufgesucht werden. Auch der Leibzoll durfte ihnen nicht mehr abgefordert werden. Nach dem Dekret »Code Napoleon« erfasste auch die dem Kanton Bacharach zugehörige Mairie Oberwesel Familiendaten und schrieb den im Ort ansässigen Juden die Annahme fester erblicher Namen vor. Die erhoffte Gleichstellung, beispielsweise eine freie Wahl des Berufs oder des Wohnortes, erfuhren sie auch nicht unter der französischen Herrschaft. Die Inhalte der revolutionären Losung Liberté, Égalité, Fraternité, blieben für die Juden am Rhein vorerst nur ein Wunschtraum.
Kleinere Gemeindeverwaltungen lagerten später ihre Aktenbestände aus. Dies galt sowohl für die mittelalterlichen wie auch für die Bestände der Neuzeit, wobei die der französischen und die der preußischen Verwaltungszeit umfangreichere Dokumente enthalten. Sie befinden sich heute im Landeshauptarchiv Koblenz und sind dort detailliert einsehbar. Das Archiv bietet beispielsweise unter der Rubrik „Jüdischer Kultus“ auch einige Angaben zu Angelegenheiten der jüdischen Bürger in Oberwesel.
So sind einige Übersichten zu persönlichen und gewerblichen Verhältnissen der Juden zwischen 1808 und 1835 vorhanden.

### Entwicklung der Judengemeinde im Preußischen Staat
Die Judenschaft der Rheinprovinz, in der Friedrich Wilhelm III. im Juni 1822 regierte, umfasste auf der linken Rheinseite ca. 15.400 Personen, von denen etwa 6.600 im Regierungsbezirk Koblenz lebten. Oberwesels Juden lebten nun unter einer preußischen Regierung, jedoch erhielten vorerst weder sie noch die Juden des gesamten Rheinlandes die gleichen Rechte und Freiheiten, die das Preußische Judenedikt von 1812 im »alten Preußen« gesetzlich garantiert hatte, indem es die dortigen Juden als preußische Staatsbürger anerkannte. Die Verhältnisse der rheinischen Juden änderten sich zwar durch den Wechsel in der Thronfolge des Hauses Hohenzollern, jedoch waren diese Änderungen nur von marginaler Bedeutung. So wurde ihnen unter Friedrich Wilhelm IV. im zweiten Jahr seiner Regierungszeit gestattet, christliche Vornamen zu tragen. Der gemeinsame Antrag zahlreicher rheinischer Städte während des 7. Provinziallandtags der Rheinprovinz, doch die Übertragung aller Bürgerrechte auch für die rheinischen Juden vorzunehmen, wurde abgesehen von wenigen lokalen Regelungen abgelehnt.

### Angaben in Archivalien
In den Koblenzer Archivbeständen, in denen sich die regionalen Bestände der Städte und Gemeinden heute befinden, erfährt man beispielsweise, dass zwischen 1823 und 1853 der Schulbesuch von jüdischen Kindern geregelt wurde.

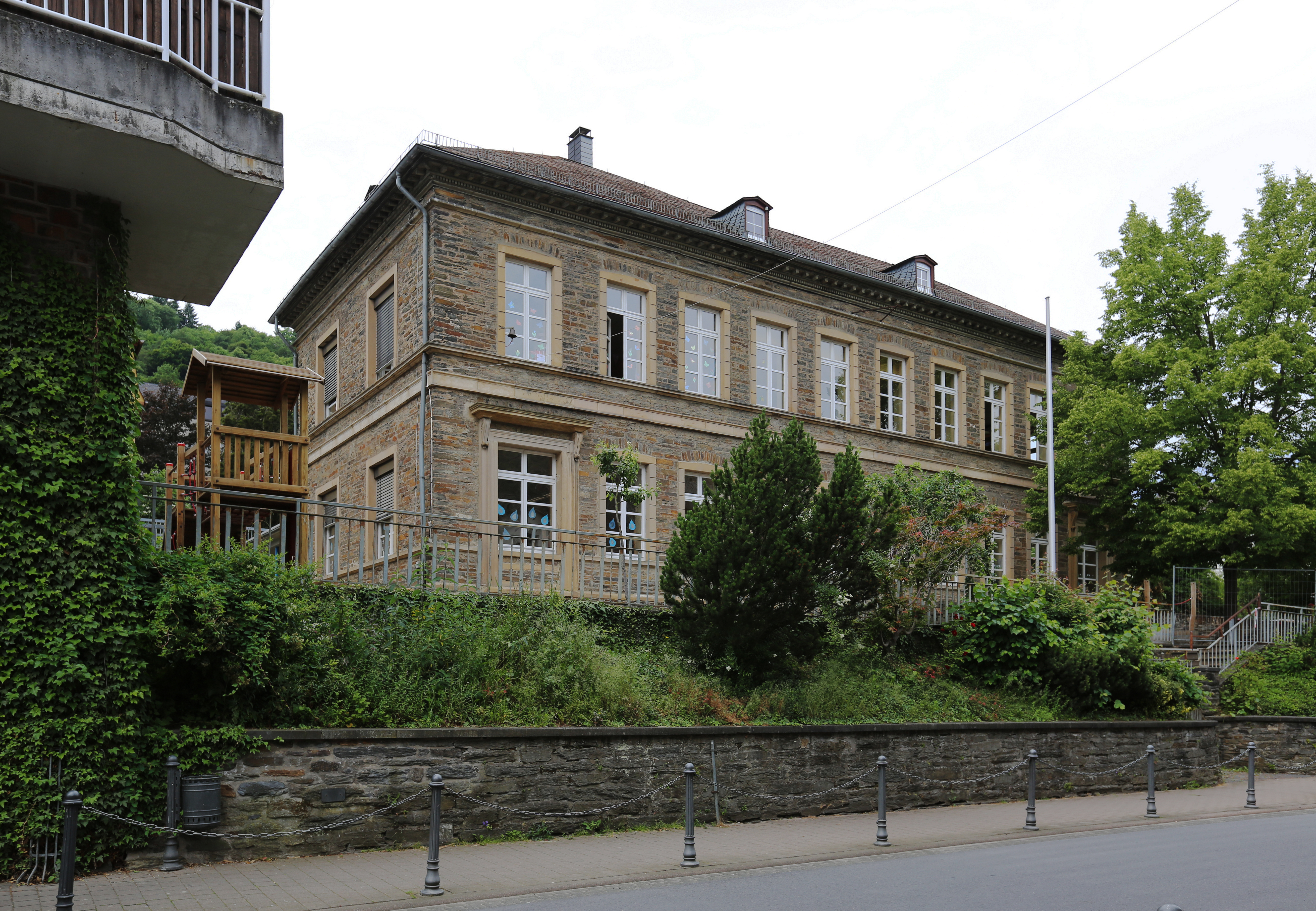
Knabenschule Liebfrauenstraße 29

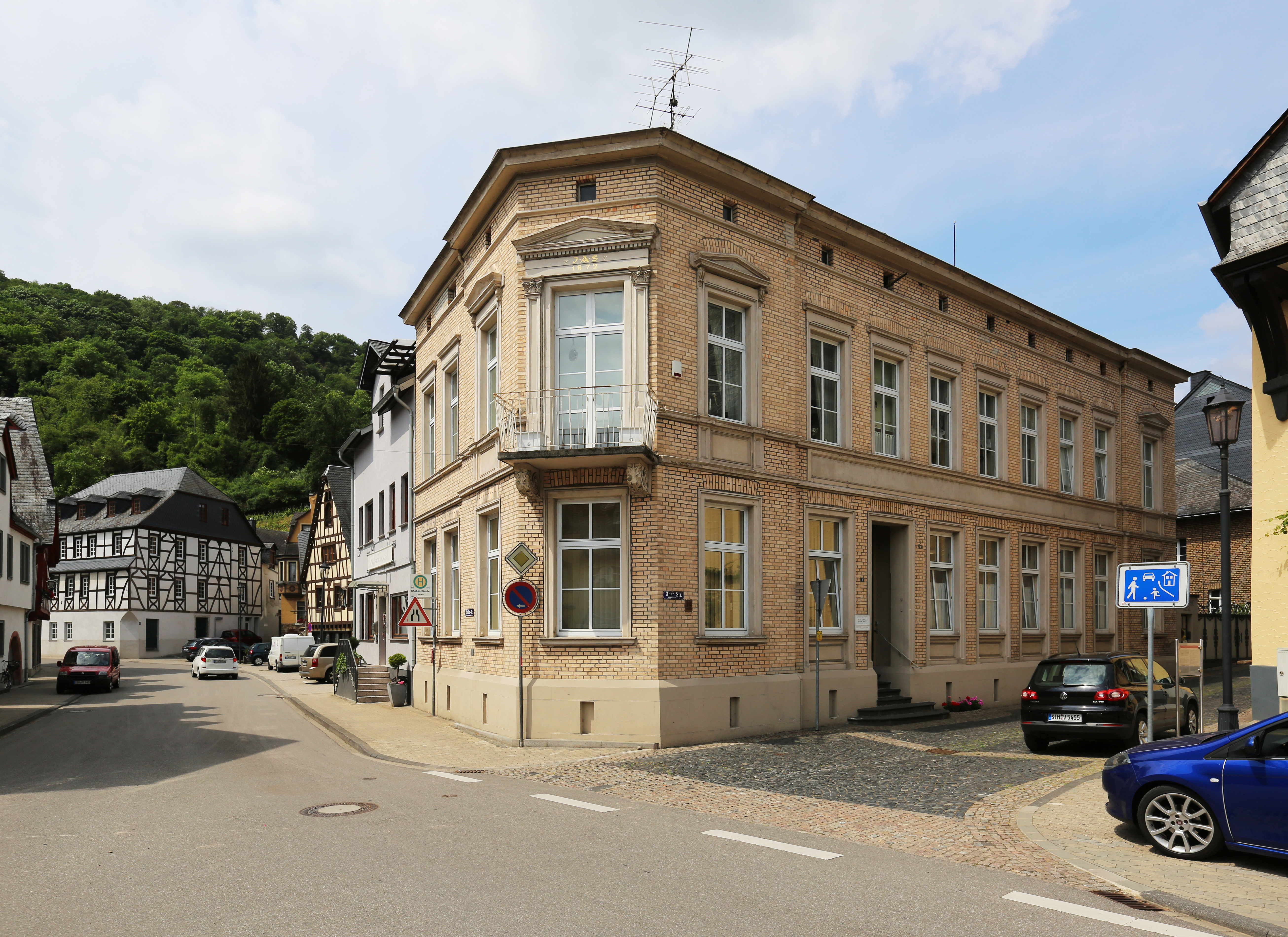
1872 errichtetes Mietshaus, heute Oberstraße 1

Zu dieser Neuerung trug sicher die zwischen 1834 und 1840 unter dem Koblenzer Architekten Ferdinand Nebel erbaute Oberweseler Knabenschule bei, die die Kapazität des bisherigen Schulraumes stark erhöhte. Eine Akte über die finanzielle Unterstützung der Synagogengemeinde erfasst Daten zwischen 1824 und 1920. Dies bestätigt wohl eine zu dieser Zeit vorhandene Synagoge, aber nicht den Zeitpunkt ihrer Entstehung;
Die Bildung von Synagogenbezirken, Wahlen von Vorstehern etc. erfassen Akten der Jahre 1847–1927. Um 1899–1900 wurde Religionsunterricht für jüdische Kinder erteilt.
Im Jahr 1847 wurde per Gesetz die Organisation jüdischer Gemeinden geregelt. In dem bereits 1815 gebildeten Kreis St. Goar blieb die gleichnamige Kreisstadt auch Sitz der Synagogengemeinde St. Goar, die vorerst drei Wahlbezirke umfasste. Der erste Wahlbezirk bestand aus den jüdischen Gemeinden in Oberwesel, Niederburg, Damscheid, St. Goar, Werlau, Biebernheim, Urbar, Utzenhain und Badenhard.
Bis zum Bau der ersten bekannten Synagoge im Jahre 1853 hatte die Gemeinde einen Betraum in einem der jüdischen Wohnhäuser genutzt. Religiöse Aufgaben in der Gemeinde besorgte ein Lehrer, der zugleich Vorbeter und Schochet war. 1856 wurde Oberwesel die Rheinische Städteordnung verliehen, deren Statuten ein wenig mehr Liberalität versprachen, aber erst mit der deutschen Reichsgründung im Jahr 1871 erhielten alle Juden der deutschen Provinzen die vollen Bürgerrechte.
1872 entstand am Schaarplatz das Eckhaus Damscheider Straße 1 (heute Oberstraße 1, Ecke Chablisstraße), ein im Auftrag des jüdischen Oberweseler Kaufmanns Alexander Mayer errichtetes zweigeschossiges Backsteingebäude.

### Jüdische Einrichtungen
Als erste bekannte jüdische Einrichtung des Ortes wurde 1452 eine Schule (damals auch Bethaus) angeführt, daher kann eine Synagoge nicht ausgeschlossen werden. In früher Zeit wurden in diesen häufig Unterricht und Gottesdienst in einem Gebäude oder in kleineren Gemeinden in einem Betsaal abgehalten. Diese Örtlichkeit kann heute aber ebenso wenig lokalisiert werden, wie ein wahrscheinlicher damaliger Judenfriedhof im Ort. Nachgewiesen ist die Anlage eines Friedhofs in der ersten Hälfte des 18. Jahrhunderts. Es ist der noch heute vorhandene, außerhalb der Stadt am Nordhang des nach Damscheid führenden Niederbachtales angelegte Friedhof, den die jüdische Gemeinde bis zu ihrer Vernichtung nutzte. Die dann folgenden Jahrzehnte, bis in das nächste Jahrhundert, scheinen zwischen den Christen und Juden Oberwesels friedlich verlaufen zu sein. 1824 wird in den Akten eine finanzielle Unterstützung der örtlichen Synagogengemeinde angeführt und 1836 erhielt die Gemeinde von der Stadt Bauholz zur Errichtung einer neuen Synagoge, da ihr bis dahin genutztes Gotteshaus abgebrannt war.

### Ritualbad in der Holzgasse
Zu den rituell genutzten jüdischen Einrichtungen gehörten das Gottes- oder Bethaus (Schule), sowie ein Haus in der Nähe eines Fließwassers zur Waschung der Verstorbenen (in Oberwesel der Niederbach) und weiter auch die Verfügbarkeit einer Mikwe, die notfalls in einer Nachbargemeinde mitgenutzt wurde. Ein solches Ritualbad hatte für das Leben in einer jüdischen Gemeinde einen hohen Stellenwert. In ihm vorgenommene rituelle Waschungen verlangten ein „Lebendiges Wasser“, mit dessen Hilfe die Herstellung kultischer Reinheit herbeigeführt werden konnte. Zu einer solchen Oberweseler Einrichtung gab es in den Akten keine überlieferten Hinweise. Dies mag der bescheidenen Größe geschuldet sein, die nicht mit den teilweise prachtvollen Anlagen der großen und wohlhabenden Gemeinden in den Städten Worms, Speyer, Mainz, Frankfurt oder Köln vergleichbar war. Dass dennoch in der alten jüdischen Gemeinde Oberwesel eine vormalige Mikwe vorhanden war, brachte der Zufall ans Licht.
Wie beispielsweise auch die früher genutzten Hausbrunnen oder Pütze, einer davon am Haus Holzgasse 4 (1576), lag in der Regel auch eine mittelalterliche Mikwe tief unter dem Straßenniveau. Ein solches Ritualbad befand sich zumeist unter dem Keller eines Wohnhauses, von dem aus ein weiterer Treppengang soweit in die Tiefe geführt wurde, bis der Grundwasserspiegel erreicht war. Dort wurde eine zusätzliche Vertiefung als Tauchbecken angelegt, sodass der Gemeinde trotz jahreszeitlicher Schwankungen des Wasserspiegels, immer ein ausreichend gefülltes Tauchbad zur Verfügung stand.

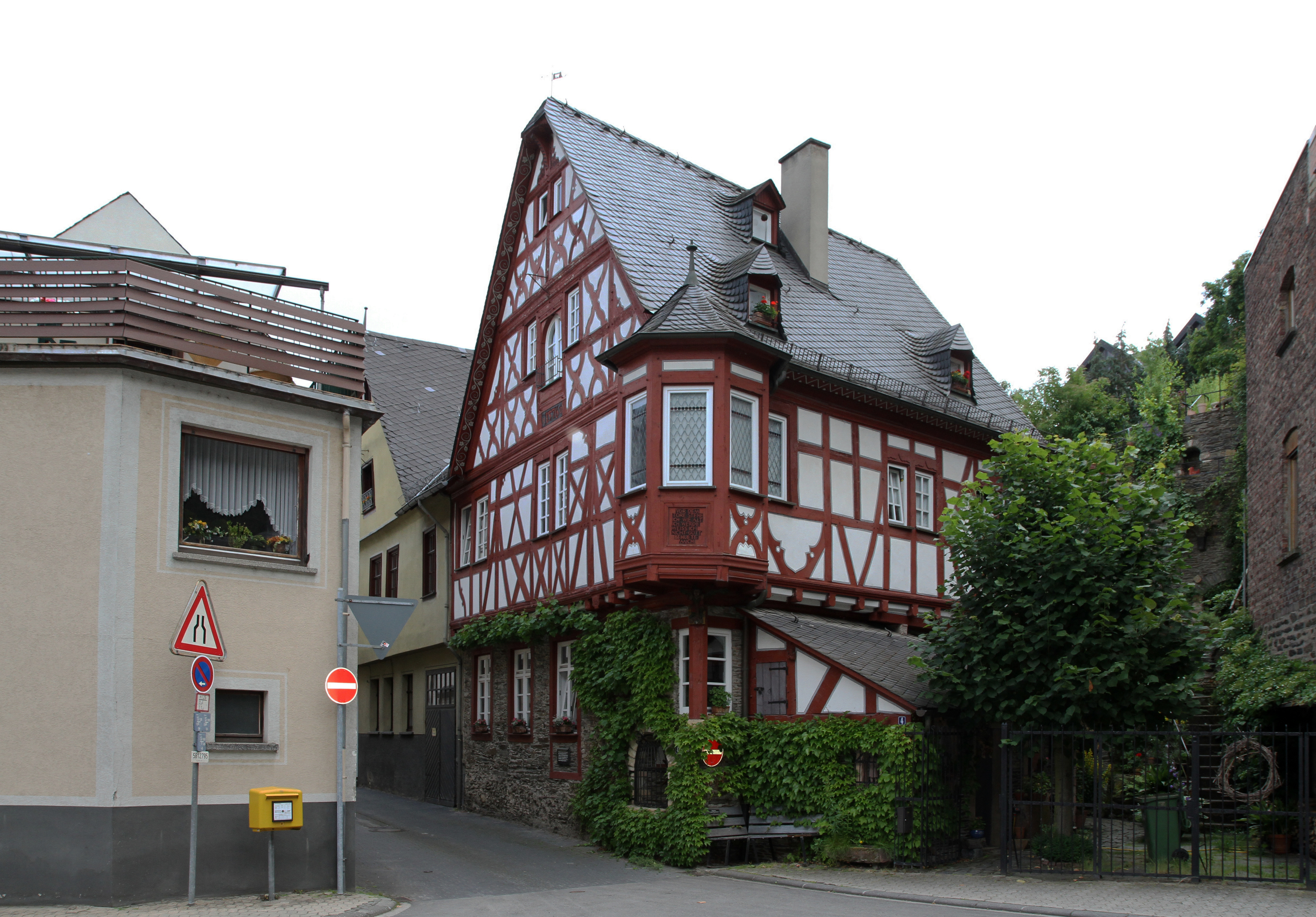
Brunnen am Haus Holzgasse 4 (1576)
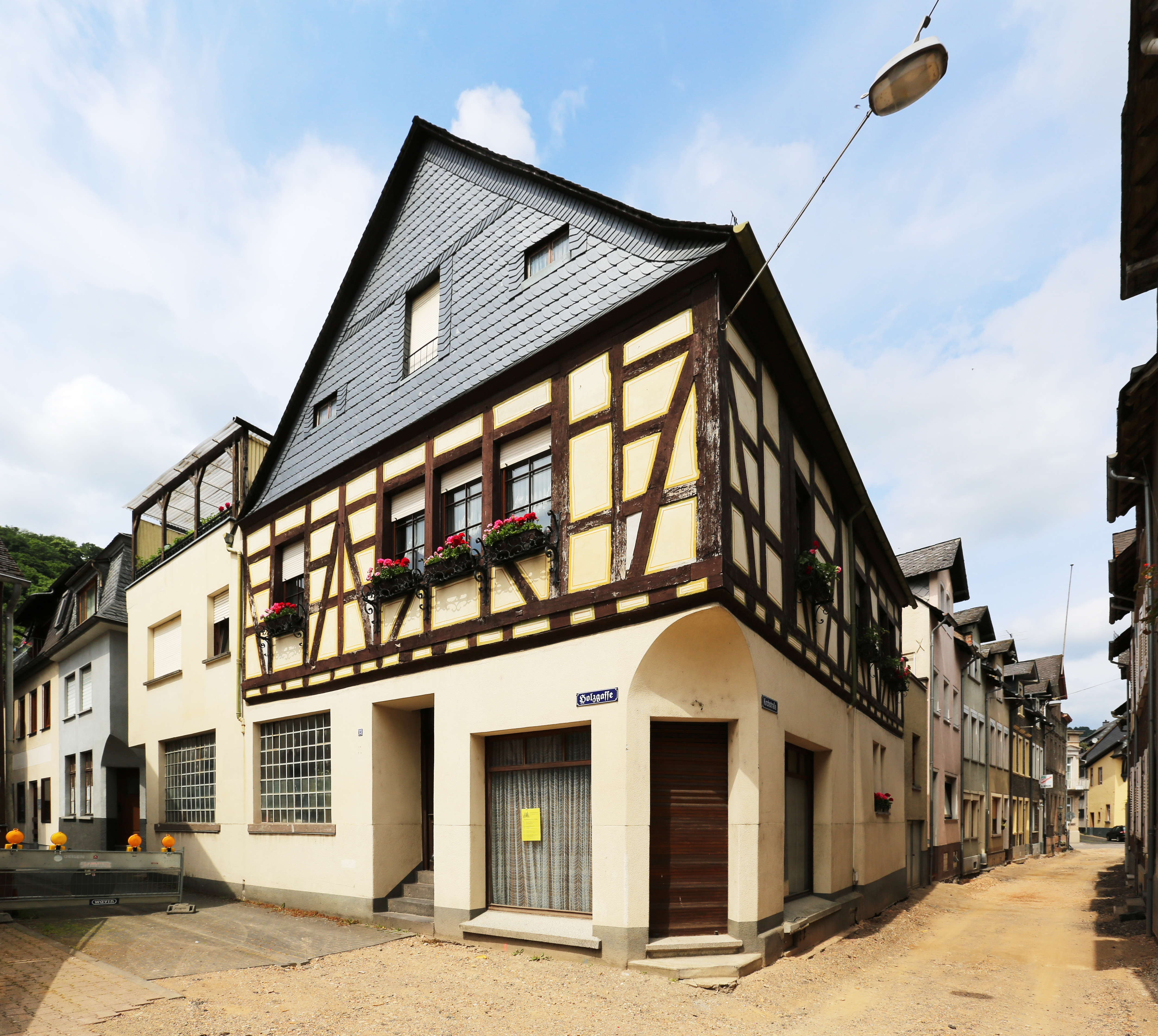
Holzgasse 13. Fachwerkhaus mit Kellergewölbe
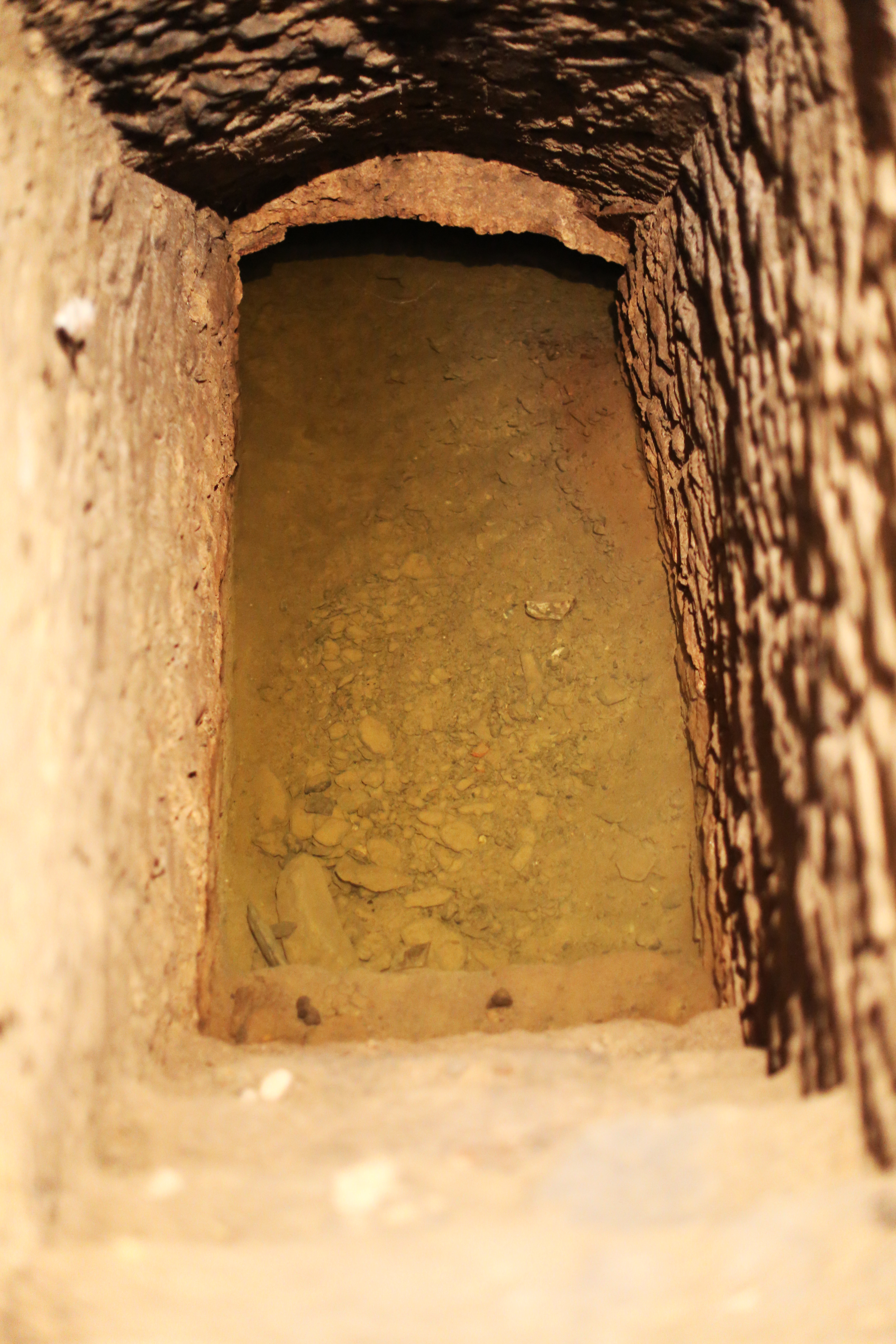
Schacht zum Tauchbecken
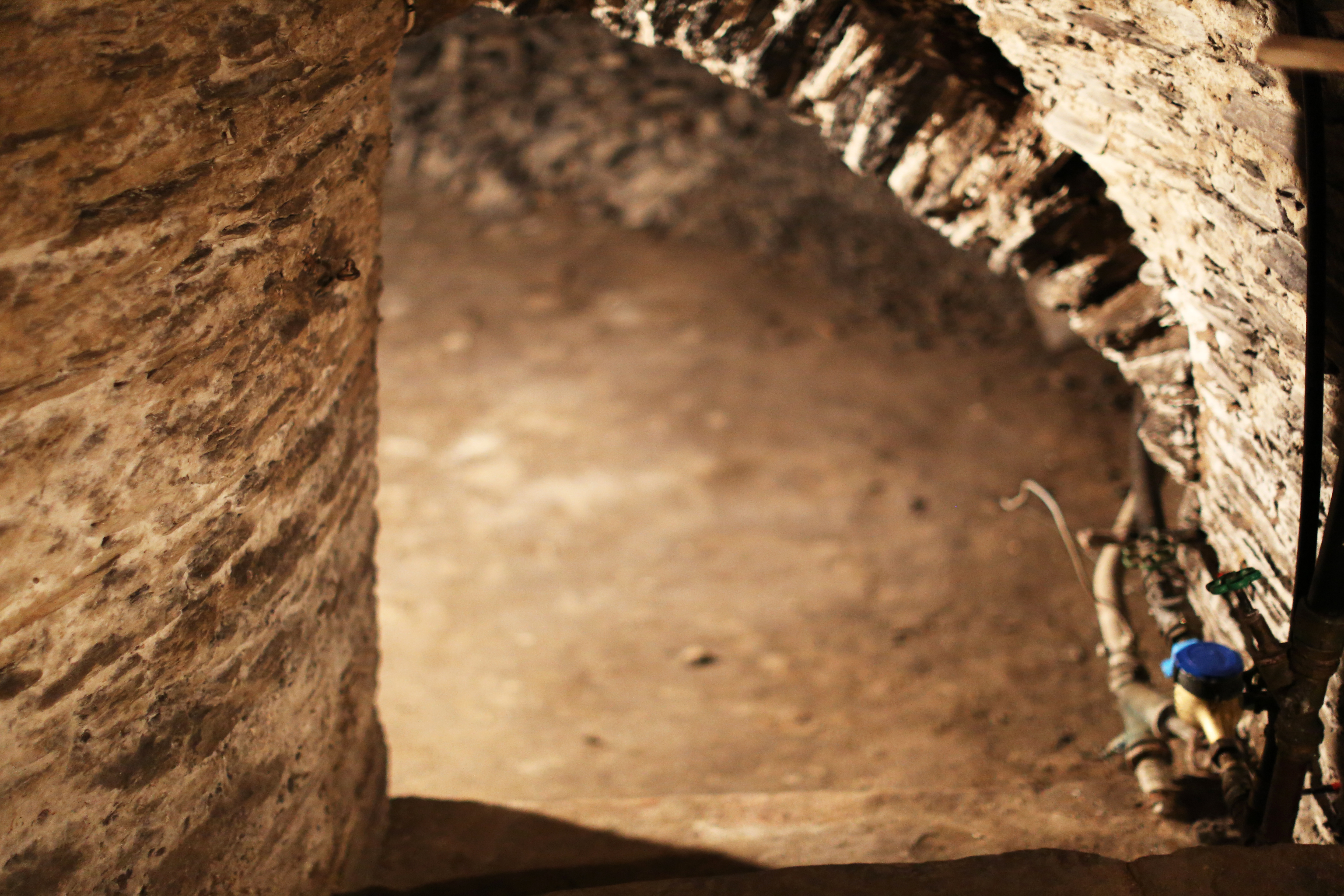
Kellergewölbe, Detail

Die Oberweseler Mikwe in der Holzgasse – eine schon 1253 erwähnte Straße der Stadt – wurde nach dem Kauf eines alten Fachwerkhauses durch den neuen Eigentümer entdeckt, als sich anlässlich umfassender Entsorgungsarbeiten der Kellergewölbe, ein mit Erdreich verfüllter Gang zeigte. Die notdürftig freigelegte Brunnenanlage wurde im Jahr 2003 nach Untersuchungen des Landesamtes für Denkmalschutz als rituelles Judenbad identifiziert. Die Beschreibung der Örtlichkeit (ergänzt von einem Schwarz-Weiß-Foto) enthält folgende Angaben: … „15 Stufen führen in einen weiteren Raum, der 5 – 6 m unter dem Straßenniveau liegt. Der Raum ist mit glasklarem Wasser gefüllt, sogar im extrem trockenen Sommer 2003.“ Eine genauere Untersuchung, wie auch die systematische Suche nach derartigen Anlagen in Orten der Region steht allerdings noch aus.

### Zusammenschluss der Einzelgemeinden
Ab 1888 gehörten die Landgemeinden Perscheid, Hirzenach und Werlau zur Gemeinde Oberwesel. In den 1930er Jahren schlossen sich ebenfalls Bacharach, Oberheimbach, Niederheimbach und St. Goar an. Wenngleich Oberwesels Judengemeinde ihren zahlenmäßigen Höchststand des Mittelalters in der Neuzeit nicht mehr erreichte, wurde sie durch ihr Raumangebot einer neuen Synagoge und den organisatorisch sinnvollen Zusammenschlüssen mit Nachbargemeinden, zu einer der großen Verbandsgemeinden am Mittelrhein.

### Angaben zu den letzten Synagogen

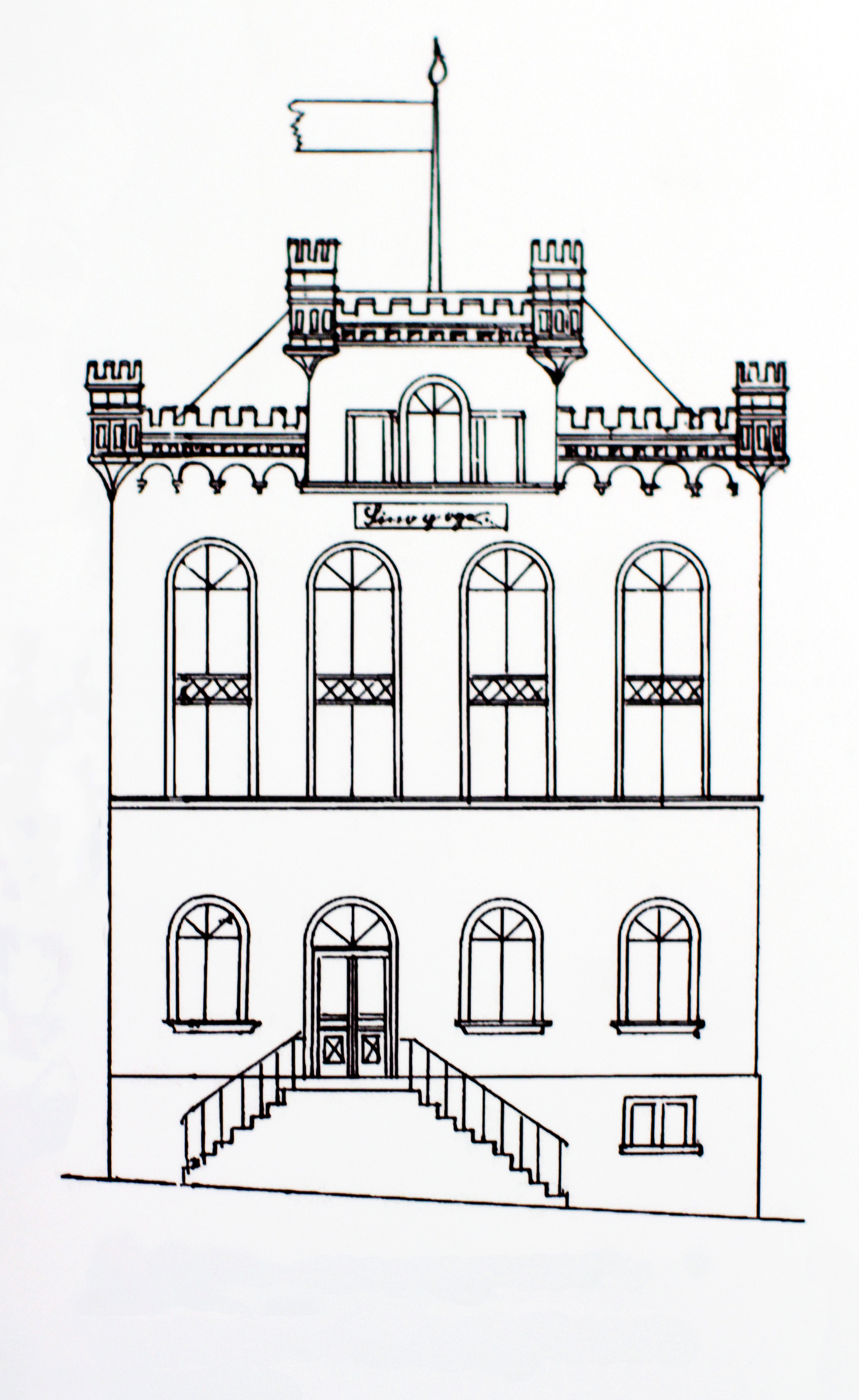
Entwurf der realisierten Synagoge

Die noch bis in das 19. Jahrhundert hinein vorherrschenden Architekturformen, die beim Neu- oder Umbau einer Synagoge häufig den maurischen Stil bevorzugt hatten, wurde nun – dem Geschmack der Zeit entsprechend – von romantischem Klassizismus oder durch den neoromanischen Baustil verdrängt. Letzterer wurde im Sakralbau maßgeblich durch den Hannoveraner Edwin Oppler beeinflusst, der als führender deutscher Architekt des Synagogenbaus galt.
Für das Jahr 1853 erwähnen Berichte eine neue und geräumige Synagoge, die auch über eine Frauenempore verfügt haben soll. Ihr Bestand war wohl durch einen Brand nur von kurzer Dauer, denn eine Archivakte des Jahres 1886 belegt den Bau einer neuen Synagoge am Oberweseler Schaarplatz.
Eine erhaltene Entwurfszeichnung des Maurermeisters J. Küpper zeigt das spätere Gotteshaus als ein dreigeschossiges Bauwerk, das dann am unteren Schaarplatz als Eckgebäude zur Rheinstraße erbaut wurde. Ein zweiseitiger Treppenaufgang führte zu dem über dem Souterrain gelegenen Rundbogeneingang, der von halbhohen Fenstern des gleichen Stils flankiert wurde. Das folgende Obergeschoss erhielt in seiner späteren Ausführung eine Frauenempore und erhielt laut Zeichnung vier hohe, harmonisch angeordnete Bogenfenster, die beiden Geschossen im Inneren zu einer großen Lichtfülle verhalfen. Den Bauabschluss bildete bündig mit der Hausfassade der Aufsatz eines Zwerchhauses, dessen halbhohes geflügelte Bogenfenster zu beiden Seiten von einem zierlichen Bogenfries mit Eckwarten eingefasst war.
Die Hausfassade mit ihren Stilelementen und das gewalmte Dach mit dem durch Zinnen geschmückten Zwerchhaus, dem eine Wetterfahne aufgesetzt wurde, dürfte die Zierde des Platzes gewesen sei und erfüllte zudem die traditionellen Vorstellungen der jüdischen Gemeinde. Diese war bestrebt, ein solches nicht schon durch die erhöhte Lage des Grundstücks exponiertes Bauwerk derart zu gestalten, dass es sich zumindest an seinem Standort von seinen Nachbargebäuden abhob.

### Oberweseler Helden des Ersten Weltkriegs

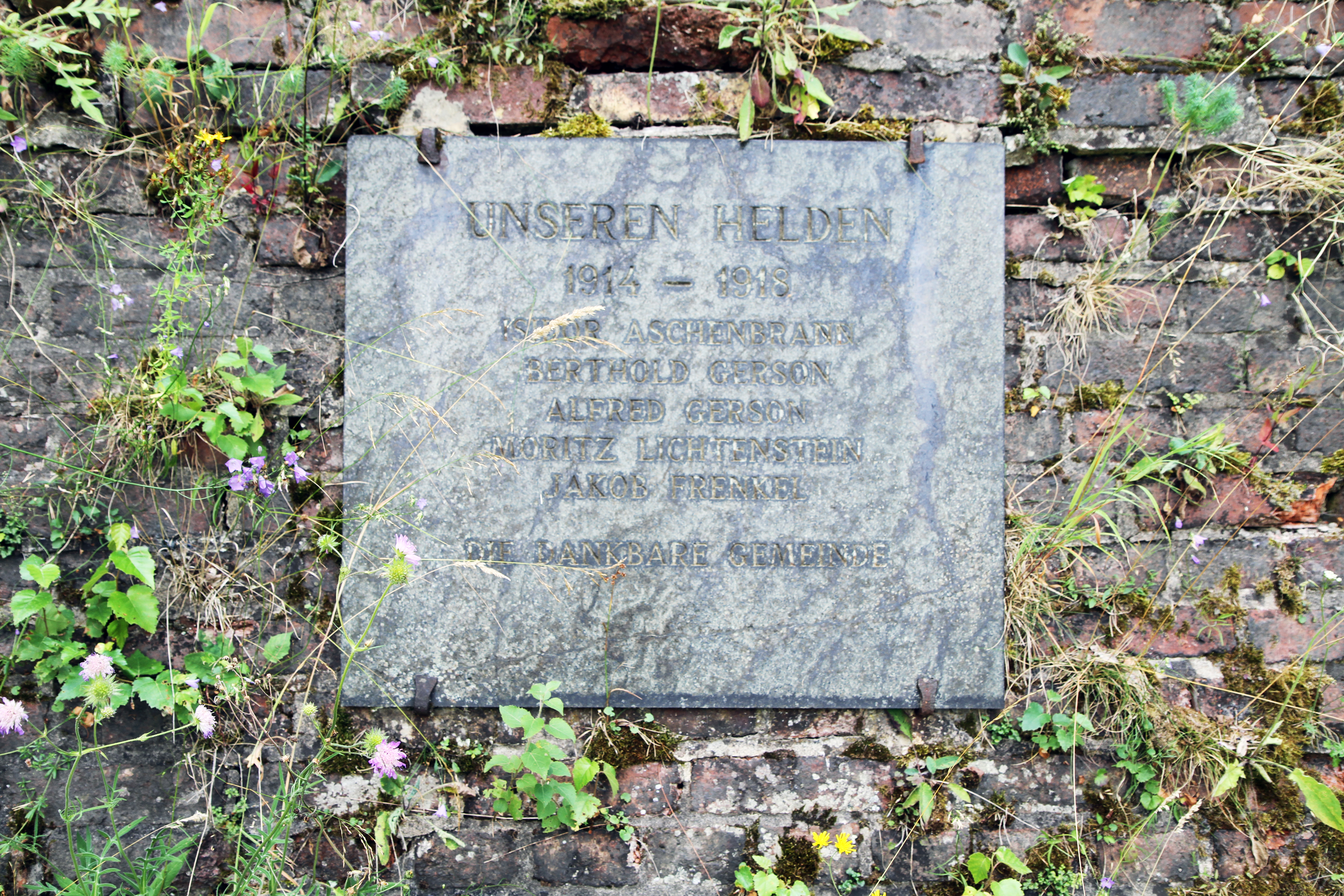
Gedenktafel für die im Ersten Weltkrieg gefallenen jüdischen Gemeindemitglieder

Nach dem Ersten Weltkrieg, an dem Männer der Jüdischen Gemeinde ebenso teilgenommen hatten wie ihre christlichen Nachbarn, wurde für die nicht heimgekehrten, gefallenen Offiziere und Mannschaften in der Synagoge eine Gedenktafel installiert, auf der die Namen der Toten verzeichnet waren.
Die Steintafel enthält die eingemeißelten Namen der Gefallenen zwischen 1914 und 1918, die vollständige Inschrift lautet:
Unseren Helden

Isidor Aschenbrand

Berthold Gerson

Alfred Gerson

Moritz Lichtenstein

Jakob Frenkel

Die dankbare Gemeinde

Zwar hatten die Juden Oberwesels im Krieg Seite an Seite mit den Christen für das gemeinsame Vaterland gekämpft, eine gemeinsame Gedenktafel für die Gefallenen beider Religionen wurde offenbar nicht gefertigt. Die Ehrentafel der Christen erhielt ihren Platz an der Liebfrauenkirche und die Gedenktafel der jüdischen Gefallenen fand Aufstellung in der Synagoge am Schaarplatz.

### Weimarer Zeit
Nach ihrer Teilnahme am Ersten Weltkrieg wurden auch Juden mit dem Eiserne Kreuz offiziell geehrt und dekoriert, aber erst nach dem Ende des Kaiserreichs und in der dann ausgerufenen Weimarer Republik erhielten jüdische Bürger die ersehnte Gleichberechtigung. Sie konnten nun sogar in Staats-, Verwaltungs- und Regierungsämter gewählt werden.
Die wirtschaftliche Lage der jungen Republik erlebte nach der Inflation einige „goldene Jahre“, die aber bald einer landesweiten Massenarbeitslosigkeit wich. In vielen Orten des Rheinlandes wurden nun durch die Kommunen im Rahmen sogenannter „Notstandsarbeiten“ Arbeitslose beschäftigt. So erhielt der jüdische Friedhof in den Jahren 1928 bis 1932 einen befestigten Zufahrtsweg. Im Übrigen waren Juden, trotz zumeist guter beruflicher Qualifikation, am stärksten von der Arbeitslosigkeit betroffen.

### Jahre bis zur Shoah
Durch die für die Propaganda des NSDAP-Gaues Koblenz-Trier zuständige Gauleitung (Sitz Koblenz) unter dem aus Gemünden (Hunsrück) stammenden Josef Grohé wurde die Phase des Boykotts jüdischer Geschäfte eingeleitet. Von dort erhielt auch der für Oberwesel zuständige Kreisleiter (in einer der insgesamt 23 Kreisleitungen als mittlere NSDAP-Ebene) im benachbarten St. Goar, im Juni 1933 Listen mit Adressen zu überprüfender jüdischer Geschäfte, nach denen alle Parteigenossen melden sollten, welche Bürger bei Juden Käufe tätigten. Diesem Schüren der antisemitischen Stimmung folgten die schleichenden Arisierungen jüdischer Betriebe und Geschäfte, sowie die offenen Maßnahmen, die vorläufig in den Nürnberger Gesetzen von 1935 gipfelten. Es waren Jahre psychischer Drangsalierungen, die 1938 mit den Novemberpogromen zu physischer Gewalt eskalierten.

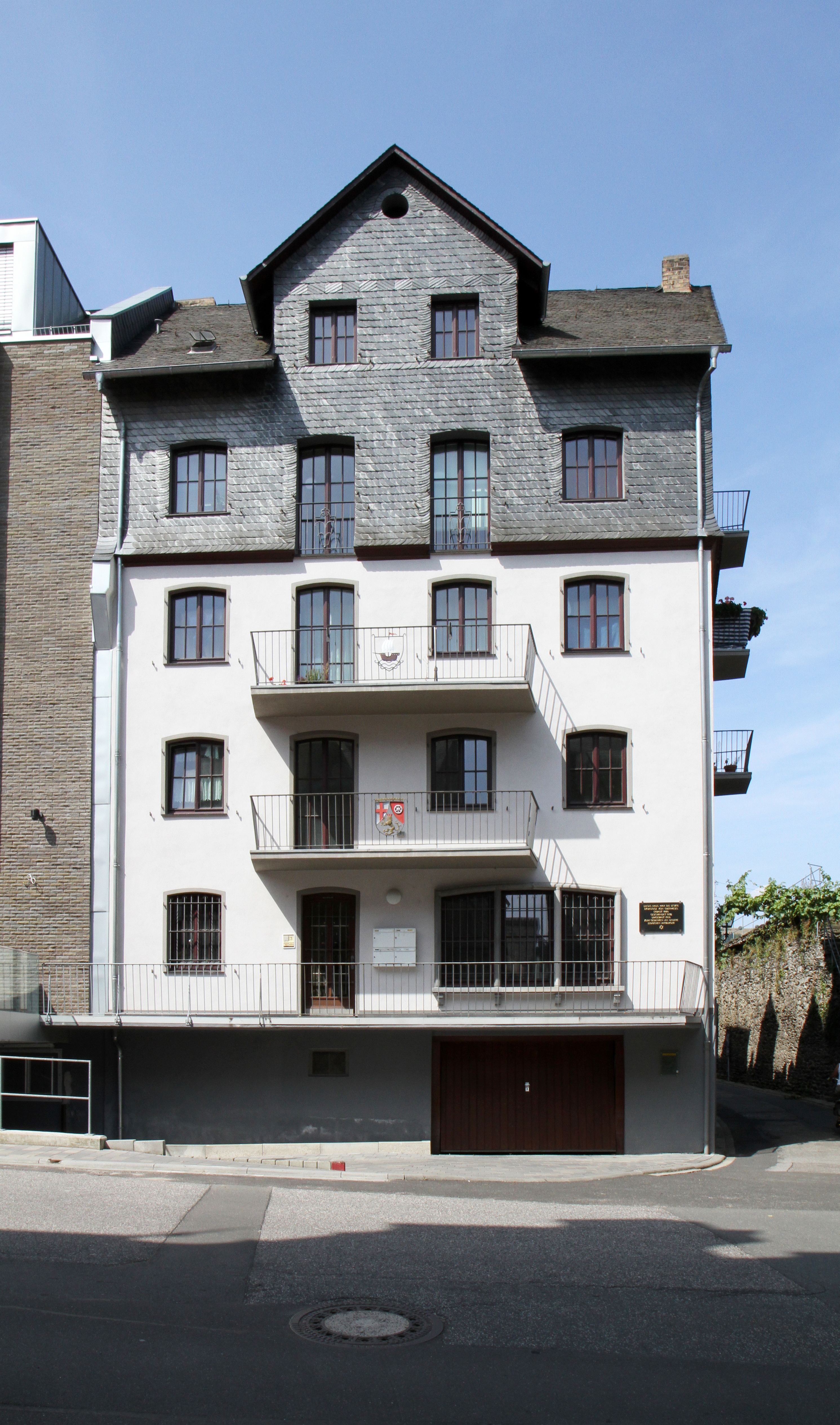
Schaarplatz 3, ehemalige Synagoge

### Nach dem Zweiten Weltkrieg
Das alte Synagoge der verwaisten jüdischen Gemeinde am Schaarplatz wurde in den 1950er Jahren zu Wohn- und Bürozwecken umgebaut. Vorerst dienten die Räume des Gebäudes den Dienststellen der Gendarmerie und der Wasserschutzpolizei Oberwesel, für deren Zwecke im Gebäude auch Arrestzellen geschaffen worden waren.
Nur wenige Angehörige der ehemaligen jüdischen Gemeinde überlebten. Einer von ihnen ist Alfred Gottschalk, der noch 1939 Deutschland verlassen konnte. 2006, wenige Jahre vor dem Tod Gottschalks, wurde in seiner Anwesenheit vor der ehemaligen Synagoge am Schaarplatz ein von der Oberweseler Bürgerschaft gestiftetes Denkmal errichtet, auf dem auch die Namen seiner Angehörigen standen. Einige der übrigen Namen waren gleichlautend mit den Namen jener jüdischer Gefallenen, die zwischen 1914 und 1918 für Deutschland im Krieg gestorben waren. Ihre damals gefertigte Gedenktafel wurde aus der später verwüsteten Synagoge geborgen und ist nun „An der grauen Lay“ zu finden, wo sie auf dem alten Friedhof der Oberweseler Juden an einer hohen Grabeinfassung angebracht wurde.

### Gedenken
Das Areal des Jüdischen Friedhofs steht seit 1992 unter Denkmalschutz und ist mit allen dortigen Anlagen in der Gemarkung Oberwesel Bestand einer Denkmalzone.
Neben dem Mahn- und Denkmal mit den Namen der letzten jüdischen Gemeindemitglieder am oberen Schaarplatz befestigte man am vormaligen Synagogengebäude Informationen zur Vita des umgenutzten Bauwerks. Schüler der örtlichen Realschule plus widmen sich schon seit Jahren dem Gedenken ihrer ehemaligen jüdischen Mitbürger. So waren/sind sie tatkräftig dabei, wenn es um die Pflege der jüdischen Friedhofsanlage geht und recherchierten im Vorfeld des Projektes Stolpersteine zu den Schicksalen der deportierten jüdischen Mitbürger, denen die Steine des Künstlers Gunter Demnig gewidmet sind.

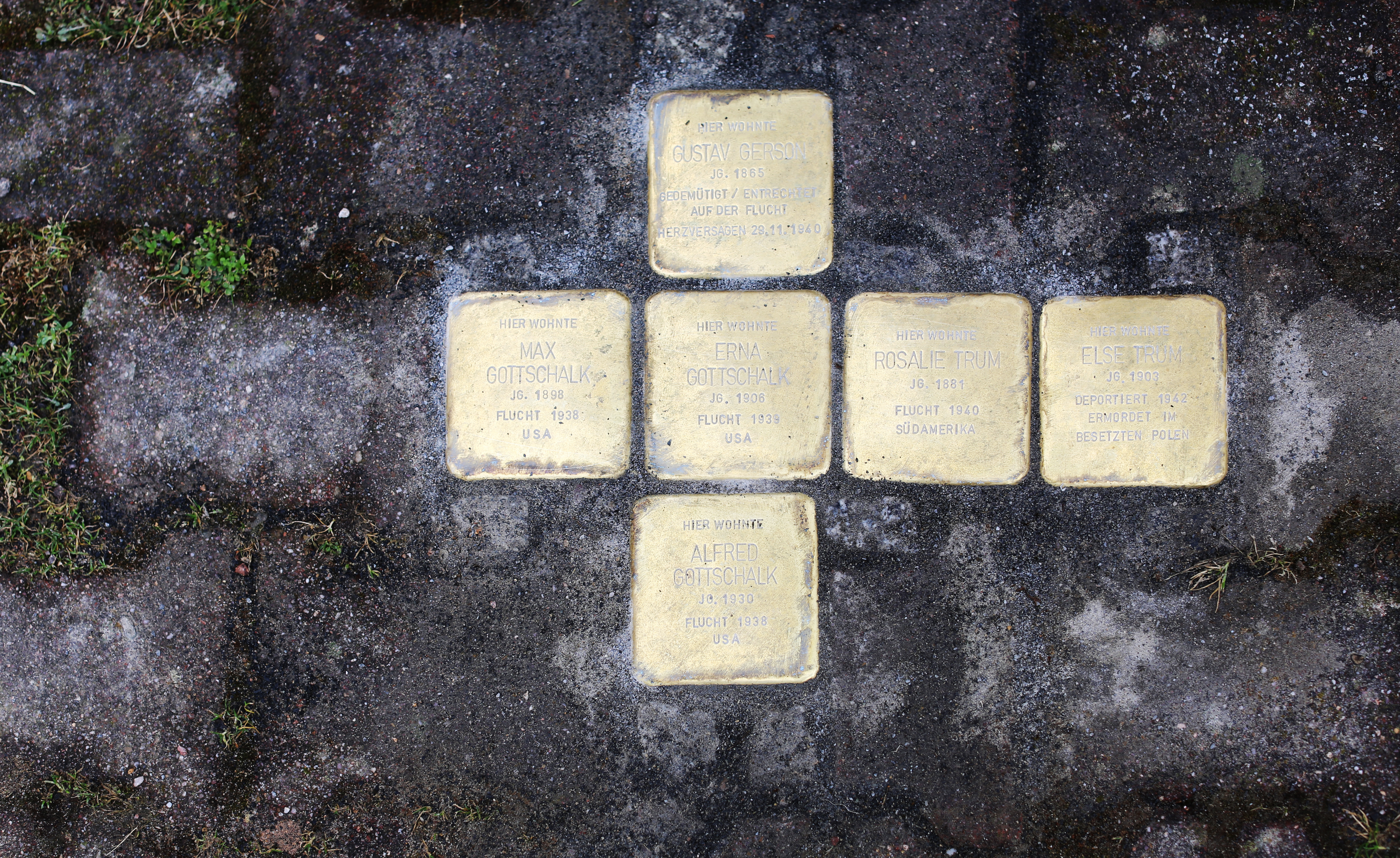
Ecke Kirchstraße u. Holzgasse
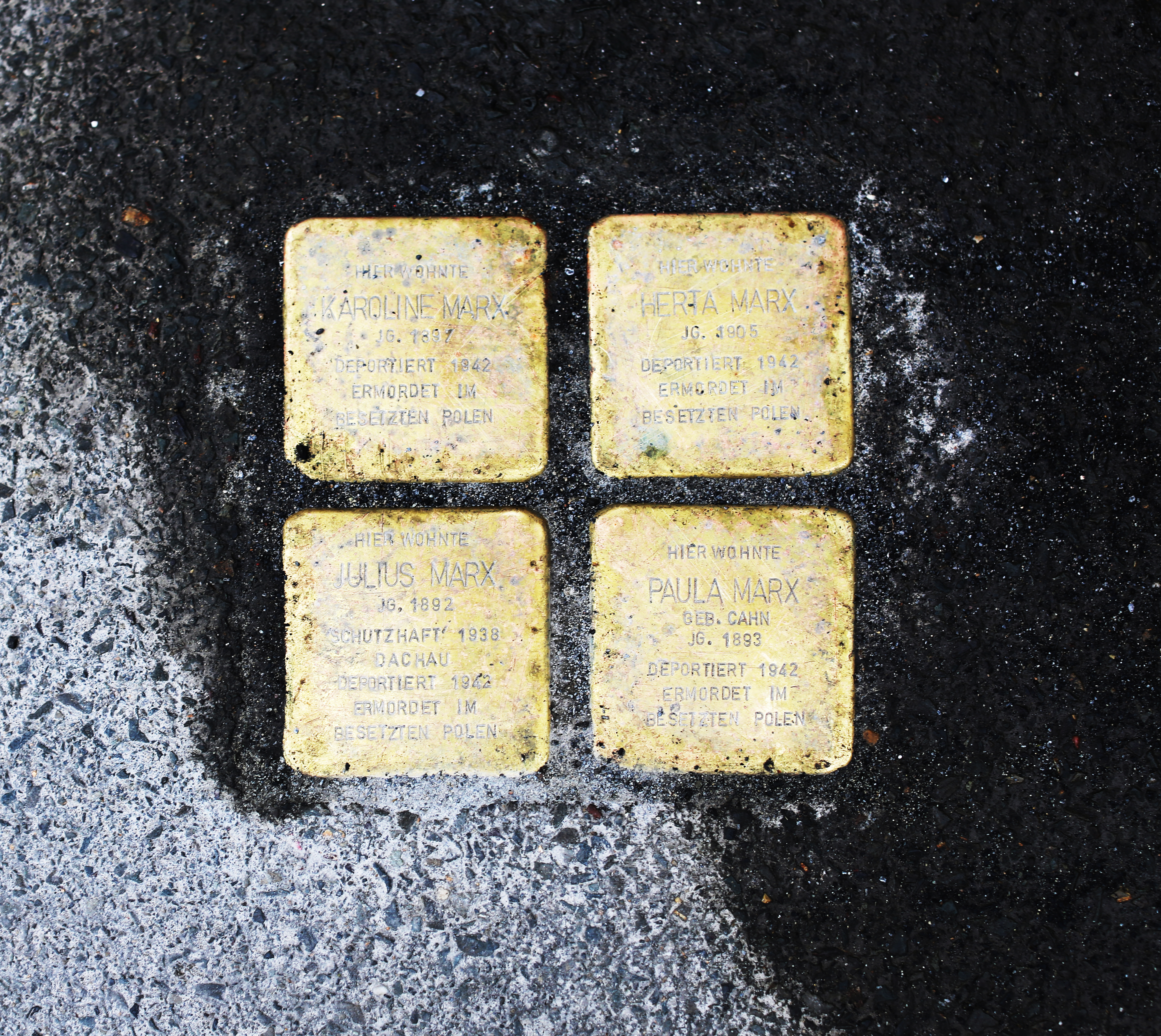
Pliersgasse 5
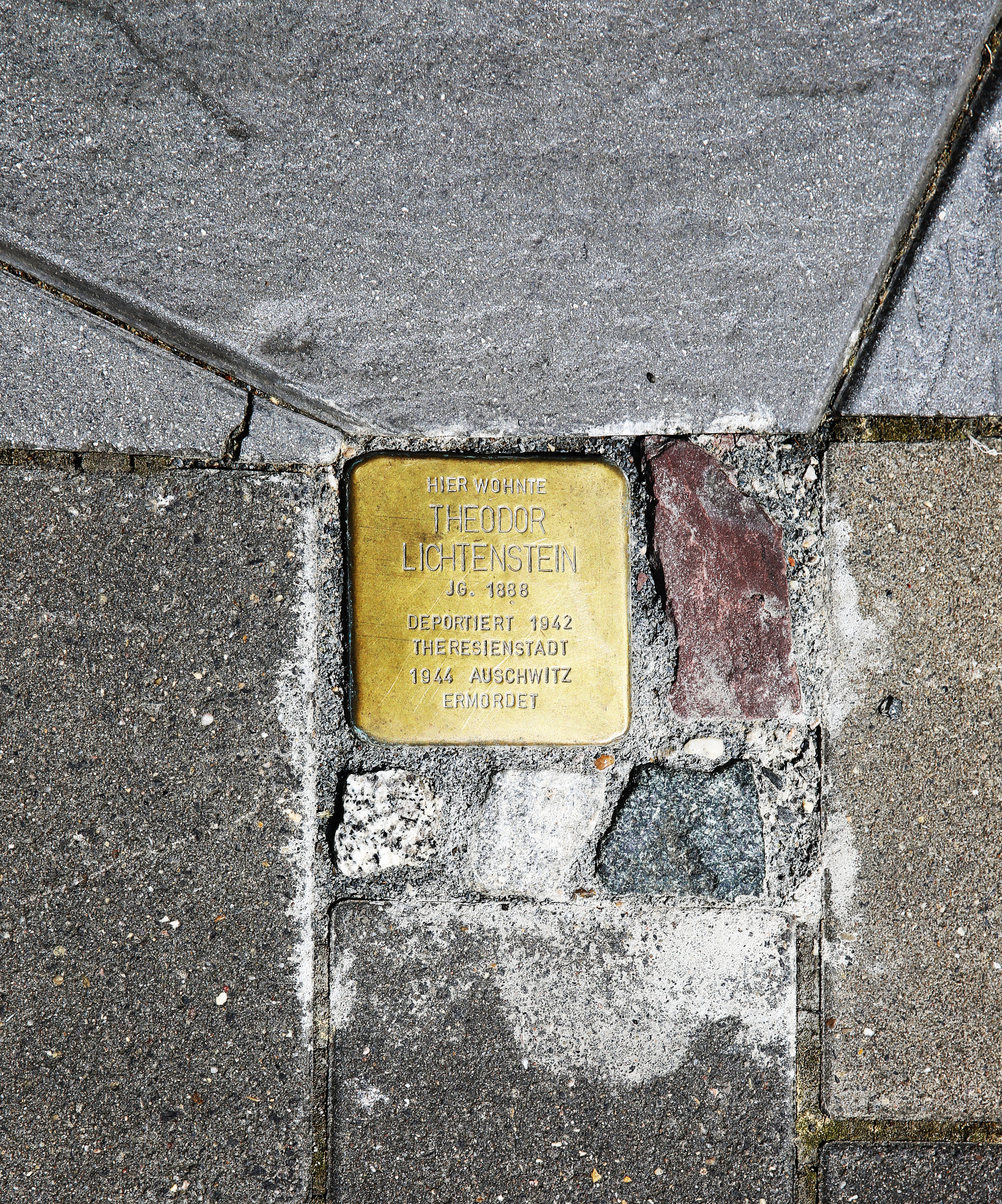
Schaarplatz 1
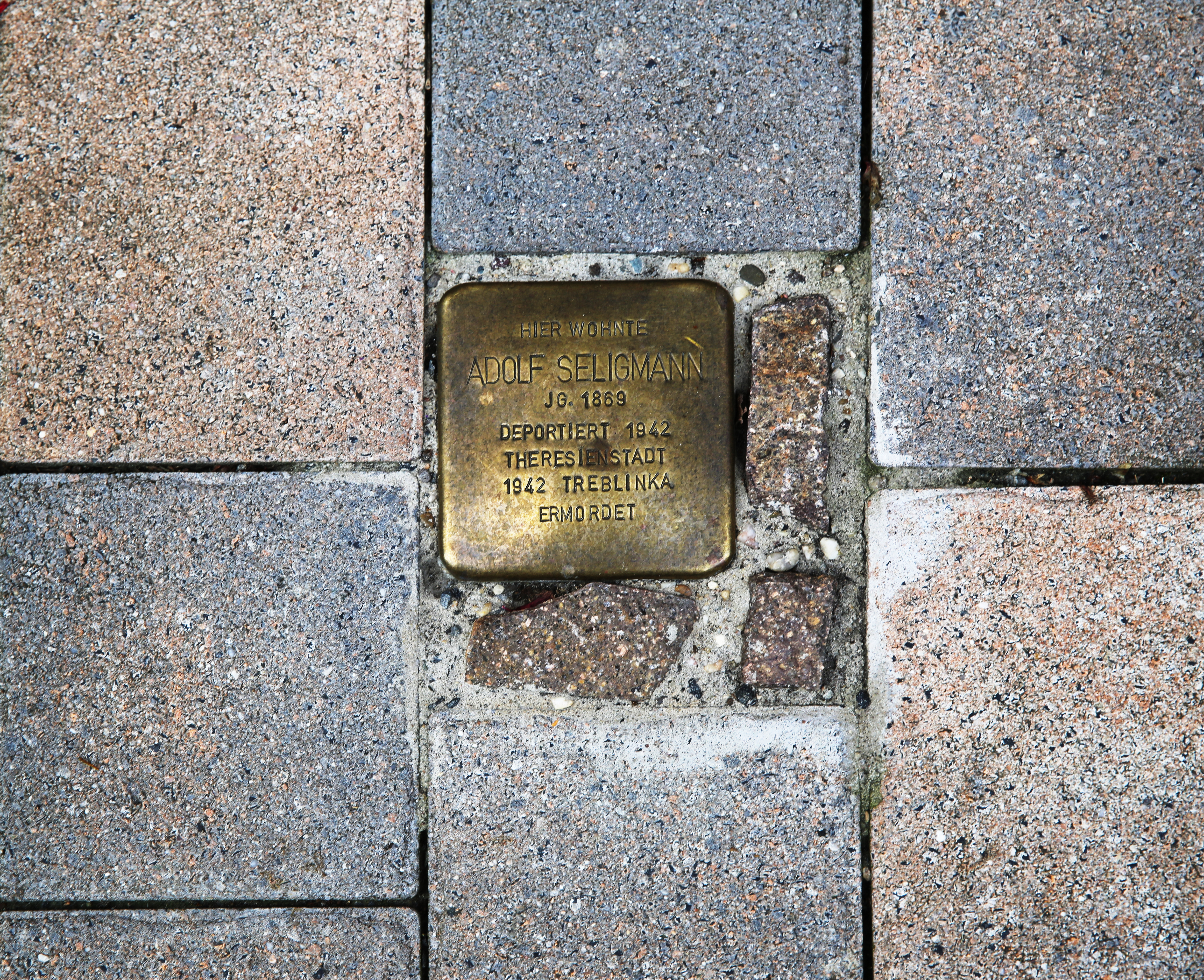
Heumarkt 11

Die im Frühjahr 2015 verlegten Steine (insgesamt 21), befinden sich vor den Häusern Chablis Straße 12, Heumarkt 11, Kirchstraße 85, Liebfrauenstraße 50, Pliersgasse 5 und Schaarplatz 1. Sie erinnern nicht nur an die Opfer der Zeit des Nationalsozialismus, sondern zeigen auch, dass die jüdischen Mitbürger in der ganzen Stadt verstreut ansässig waren.